# Hubay Jenő
Szalatnyai Hubay Jenő, születési nevén Huber Jenő Rudolf János (Pest, 1858. szeptember 15. – Budapest, 1937. március 12.) magyar hegedűművész, zeneszerző és pedagógus. 1921-ben az MTA tiszteleti tagjává választották.
A 19. század utolsó negyedében a világ hegedűművészeinek élvonalába tartozott: a hetvenes évek végétől évtizedeken át sorozatosan aratta sikereit Európa-szerte. Jelentős elismerést vívott ki kamaramuzsikusként is. Előbb brüsszeli, majd budapesti vonósnégyesével és szonáta-partnereivel a legmagasabb igényű muzsikálásnak igyekezett híveket szerezni. Zenepedagógusként is kiváló eredményeket ért el. 23 évesen került az előkelő Brüsszeli Konzervatórium hegedű tanszakának élére, és négy év múlva kitűnő muzsikusok egész sora került ki osztályából, köztük Bram Eldering.
Ezután visszatért Magyarországra, ahol a Zeneakadémia hegedűtanszakát vezette. A Hubay-iskolából olyan híres művészek kerültek ki, mint Geyer Stefi, Vecsey Ferenc, Szigeti József. 1919-től 1934-ig a Zeneakadémia igazgatója volt. A 19. század végétől népszerűek voltak hegedűművei és magyar, francia, valamint német dalai. Később érdeklődése egyre inkább a nagyobb szabású, szimfonikus és színpadi műfajok felé fordult: A cremonai hegedűs és az Anna Karenina című operáival maradandót alkotott.

## Életpályája

### Gyermekkora

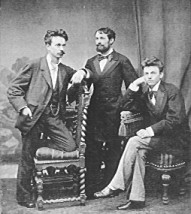
Huber Károly és fiai: Jenő és Károly

Apja Huber Károly, a neves hegedűművész, Jenő születésekor a Nemzeti Színház karmestere és koncertmestere (korabeli szóhasználattal: vezérhegedűse) és a Nemzeti Zenede tanára volt. Édesanyja, Szevera Lujza, olasz eredetű, gazdag pesti szalámigyáros család leánya volt. A kisfiút születésétől fogva muzsika vette körül. Anyja magyar nótákkal altatta; apjának dolgozószobája, ahol zongorája állt, szomszédos volt a gyerekszobával. Ötévesen kapta első hegedűjét, apja ekkor kezdte komolyan tanítani. Hétéves korában a Cukor utcai, Szőnyi-féle magániskolába íratták be. A kisfiút, aki már akkor több ízben szerepelt a Zenede hangversenyein és jótékony célú rendezvényeken, osztálytársai „művésznek” nevezték. Gyermekkorának legmélyebb benyomást keltő eseménye Liszt Ferenc 1865. augusztus 15-ei hangversenye volt: a Nemzeti Zenede fennállásának 25. évfordulója alkalmából a Vigadóban rendezett ünnepi estén mutatták be a Szent Erzsébet legendáját, Liszt maga vezényelte az együttest. Az ifjú Jenő az élmény hatására végleg eldöntötte, hogy a zenét választja hivatásának. Ösztönzően hatott rá, hogy apja jóvoltából 1866. december 1-jén a pesti Nemzeti Színházban bemutatták Richard Wagner operáját, a Lohengrint. Második elemistaként otthoni életét akkoriban teljesen ez az opera töltötte be: hallhatta apja partitúratanulmányait és próbáit az énekesekkel, és a kisfiút elvitték a bemutatóra is. A nyolcéves Huber Jenő ezután állandó helyet kapott a Nemzeti Színház operaestjein, közvetlenül a karmester mögött. Egyaránt végighallgatta kedvenceit, a Mozart-operákat és az általa „meglehetősen unalmasnak” talált olasz műveket.
Közben továbbtanult: az elemi iskola elvégzése után, 1869 szeptemberében beíratták az akkor IV. kerületi (belvárosi) főreáliskolába. Az iskola megválasztásában döntő szempont volt, hogy akkoriban hatosztályos reáliskolát szerveztek, amelynek növendékei két évvel korábban érettségiztek, mint a nyolc osztályt végigjáró gimnazisták. Az 1870–71. tanévben kitűnő eredménnyel végezte az I–II. osztályt, de édesanyja halála 1870 júniusában súlyos csapást jelentett az érzékeny lelkű fiú számára, és átmenetileg visszavetette tanulmányaiban. Tizenhárom éves volt, amikor első ízben tűnt fel a Nemzeti Zenede vizsgahangversenyén. 1872-ben két koncerten is fellépett: egyik az Egyetemi Dalegylet március 9-ei hangversenye volt, a másik pedig a Zenede vizsgahangversenye. Ezt követően középiskolai tanulmányai háttérbe szorultak, erősen lekötötte a gyakorlás és a mind gyakoribbá váló fellépések sorozata, egyre kevésbé volt képes figyelmét az iskolai tantárgyakra összpontosítani. Az anya nélkül maradt gyermek sehogyan sem találta helyét, és megegyezett apjával, hogy külföldre megy tanulni.

### Berlini tanulmányok

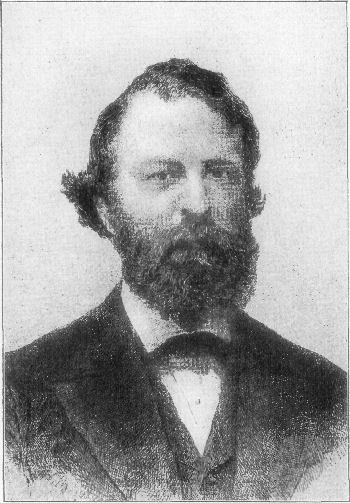
Joachim József

Huber Károly eredetileg Louis Spohr tanítványához, Ferdinand Davidhoz akarta vinni a fiát Lipcsébe. A nagy hírű mester azonban 1873-ban meghalt, így Huber úgy döntött, hogy Jenő Joachim József növendéke legyen, akit 1868-ban neveztek ki az akkor alapított berlini Hochschule für Musik igazgatójává. Jenő örült, hogy Joachim tanítványa lehet, de a mester kérésére előbb be kellett fejeznie középiskolai tanulmányait, így beíratták egy magániskolába. Felvételi vizsgája a berlini főiskolán zökkenőmentesen zajlott, a vizsgáztató bizottság dicsérő szavakkal illette tehetségét. A hegedűjáték technikájának elsajátítása mellett Joachimnak köszönhetően ismerte meg a kvartett-muzsikálást. A berlini Singakademie nagytermében megtartott próbákon és hangversenyeken hallhatta először Ludwig van Beethoven vonósnégyeseit és Johannes Brahms hetvenes években írott, egyenesen Joachiméknak Berlinbe vitt kvartettjeit. Igyekezett kihasználni az akadémistáknak a Hofoper előadásaira járó szabadjegyét is, minél többet meghallgatni a műsoron levő, főként német és olasz operákból.
Első berlini éve végén, 1874-ben visszatért édesapjának dunaharaszti házába. Az apa, aki ekkor az Országos Dalárszövetség karnagya volt, magával vitte fiát a szövetség hetedik dalosversenyére, Kolozsvárra, ahol Jenő augusztus 29-én – országos hírű énekesnőkkel és művészekkel együtt – a kolozsvári dalosegyesület műsorában szerepelt. A második Berlinben töltött esztendőben oktatója volt Eduard Rappoldi brácsás, valamint Benno Härtel, aki zeneszerzésre tanította. Jenő még az 1874–75-ös tanévben fellépett a Hochschule egyik hangversenyén: Spohr 12. versenyművét adta elő nagy sikerrel. Rendkívüli képességei a harmadik évben rendezett intézeti hangversenyen váltak nyilvánvalóvá, amikor a hegedűművészek legnehezebb és legszebb feladatainak egyikét, Johann Sebastian Bach Chaconne-ját mély átéléssel és magas szintű virtuóz felkészültséggel szólaltatta meg.
1876-ban Joachim a fiatal Jenőt ajánlotta a düsseldorfi zenekar hangversenymesteri állására, de ezt apja ellenkezése miatt nem vállalhatta. 1876 tavaszán fejezte be tanulmányait és apja kérésére hazautazott Magyarországra.

### Ismerkedése Liszt Ferenccel

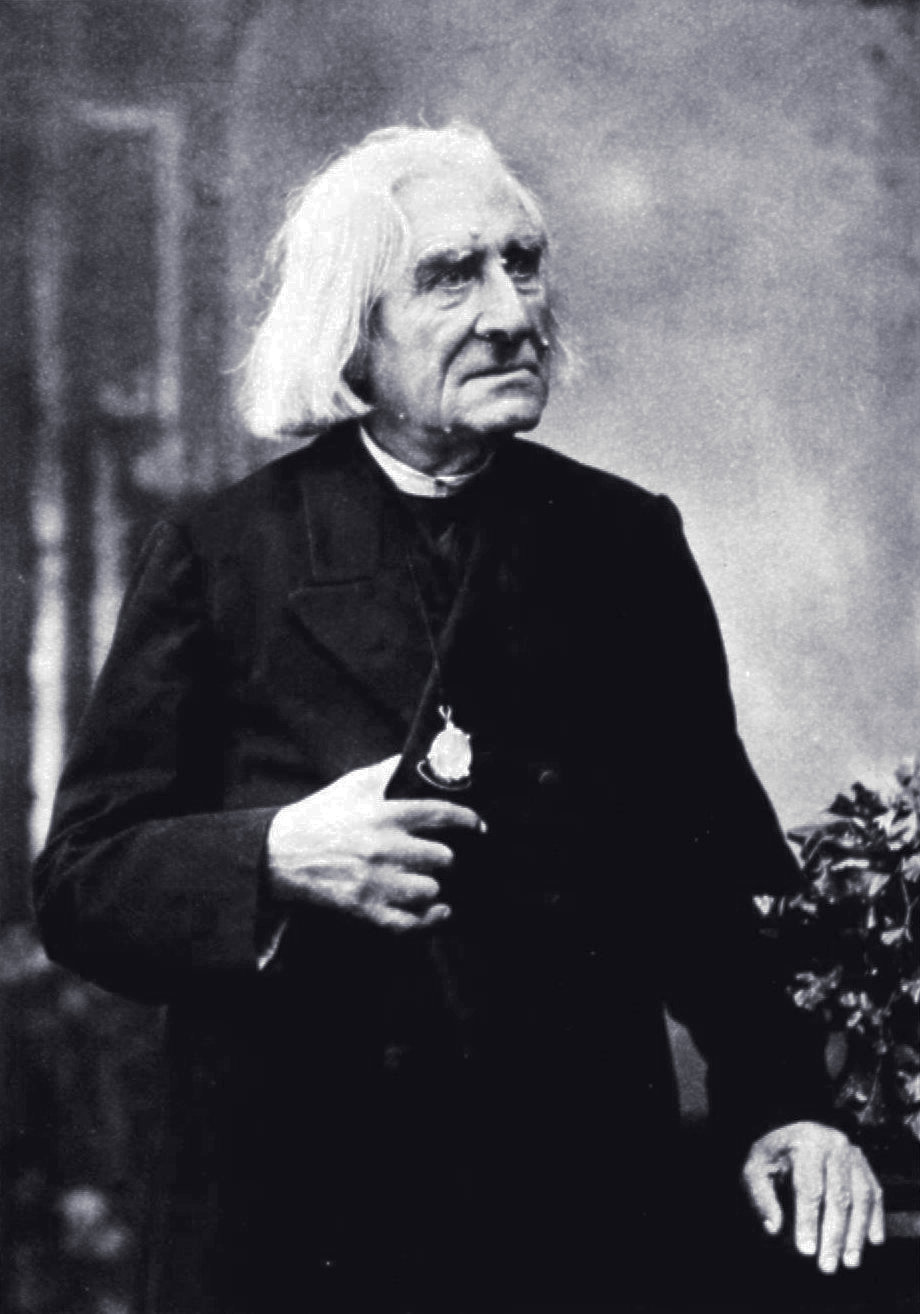
Liszt Ferenc

Huber Károly számára egy németországi karrier lehetőségénél fontosabb volt, hogy fia hazatérjen és az akkor a Zeneakadémia elnökeként tevékenykedő Liszt Ferenc körébe kerüljön, és szülőföldjén is bizonyítsa tehetségét. Rögtön hazatérése után Jenőt felkérték, hogy lépjen fel a szegedi dalosverseny ünnepi koncertjén. Az ifjú hegedűs viharos sikert aratott Henri Vieuxtemps Ballade et Polonaise-ével és Brahms Magyar táncai-nak Joachim-féle átiratával. Igazi bemutatkozására azonban csak ősszel került sor, amikor a Filharmóniai Társaság tagjainak közreműködésével és apja vezényletével zenekari hangversenyt adott a Vigadóban. Hatalmas sikert aratott, a közönség soraiban ott ült Liszt Ferenc is. Ezt követően fővárosi és vidéki hangversenyek egész sorozatára kérték fel, amelyek hozzájárultak az ifjú művész országos hírnevének megalapozásához.
Nagy elismerés volt számára, hogy Liszt meghívta az általa szervezett zeneakadémiai matinékra, melyeken rendszerint csak ő maga, illetve tanítványai léptek fel. Hubayék ezt követően többször is Liszt vendégei voltak, aki módot adott Jenőnek saját kompozíciói bemutatására is. A nagy zeneszerző kifogásolta, hogy Berlinben született művei – tanárai hatására – a klasszikus zenei formák világában születtek, és arra buzdította tanítványát, hogy próbálkozzon „új utakra lépni”. Liszt rendszeresen hangversenyezett műkedvelő budapesti családoknál is, általában egymaga muzsikált, de gyakran magával vitte Jenőt is. A zeneestek állandó vendégei közé tartozott Volkmann Róbert zeneszerző, akinek rendszerint előadták egy-egy művét. Amikor valamelyik új alkotásának bemutatását készítették elő, Volkmann meghívta lakására Jenőt, s néha fél napon át magyarázta neki új művét, majd zongorához ültek, és négy kézre lejátszották a darabot. Volkmanntól, aki 1875-től élete végéig, 1883-ig, zeneszerzést tanított a Zeneakadémián, szellemes formaelemzéseinek és kitűnő összhangzattani magyarázatainak köszönhetően Jenő két év alatt sokat fejlődött.
Nem hanyagolta el a komponálást sem: több Petőfi-verset is megzenésített, melyeket bariton hangú bátyja, Károly kíséretében a pesti szalonokban elő is adtak. Zeneszerzőként első nagy sikerét egy hegedű-feldolgozással aratta Bizet Carmen című operájának dallamaira, majd Szentirmay Elemér darabját, a Plevna-nótát dolgozta fel, azonos címmel, hegedűre.
A fiatal művész, annak ellenére, hogy országszerte ismert volt, úgy érezte, hogy az akkori magyarországi zenei viszonyok, a német kultúra uralma a zenei élet felett nem engedik kellőképpen kibontakozni. Ezért úgy döntött, hogy Párizsba költözik.

### Párizsi évek

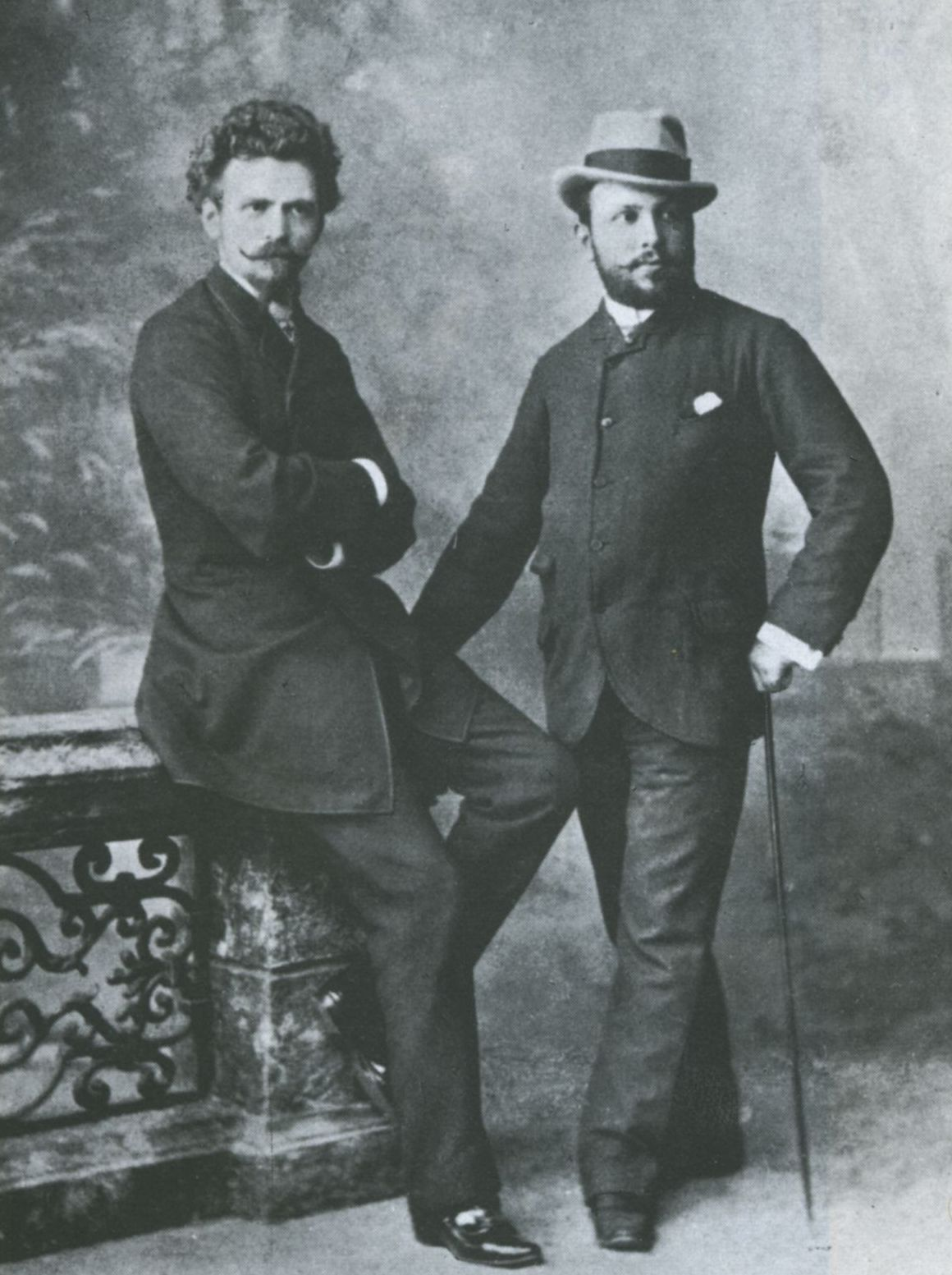
Hubay Jenő és Herzfeld Viktor az 1890-es években

1878 tavaszán Liszt Ferenc ajánlólevelével érkezett meg Párizsba. Kezdetben Camille Saint-Saëns segítette, majd Csillag Béla, Párizsban élő banktisztviselő. Az ő révén ismerkedett meg a Grand Café magyar asztalának tagjaival: Deák-Ébner Lajossal, Rippl-Rónai Józseffel és Feledi-Flesch Tivadarral. A fiatal művésznek – aki akkor már a Hubay Jenő nevet viselte, bár a névváltoztatási engedélyt csak több mint egy évvel később, 1879 novemberében kapta meg –, komoly megpróbáltatást jelentettek a Párizsban töltött első hónapok. Tört franciaságával kezdetben nehezen értette meg magát. Az év végén Liszt is Párizsba érkezett, és bemutatta az ifjú művészt az Érard hárfa- és zongorakészítő cég akkori tulajdonosának, akinek szalonjában megismerkedett a francia irodalom és zene nagyjaival: Victor Hugóval, Charles Gounod-val, Ambroise Thomas-val és Édouard Lalóval.
Fordulópontot jelentett pályáján, amikor elhatározta, hogy felkeresi Henri Vieuxtemps-t, a szentpétervári és brüsszeli konzervatóriumok egykori tanárát, aki a század első felében Európa-szerte ünnepelt muzsikus volt. A betegeskedő tanár, felismerve Hubay tehetségét, tanítványává fogadta.
Időközben Párizsba érkezett Aggházy Károly is, szintén Liszt-tanítvány, akivel Hubay szegedi hangversenye alkalmával ismerkedett meg. Vieuxtemps tanácsára úgy döntöttek, hogy 1879. január 22-én Érard szalonjában közös koncertet szerveznek. Erre meghívták összes párizsi ismerősüket, elsősorban a Párizsi Magyar Egylet tagjait, élükön Munkácsyval és Zichy Mihállyal. Az eseményen a párizsi lapok zenekritikusai is megjelentek. Aggházy Liszt- és Chopin-műveket játszott, Philippine Lévy dalokat és operaáriákat énekelt. Hubay és Aggházy a kor divatjának megfelelően Beethoven Kreutzer-szonátájának csupán II. és III. tételét adta elő, továbbá Vieuxtemps Ballade et Polonaise-ét, valamint Huber Károly Magyar fantáziáját és Rákóczi-induló-parafrázisát. Mind a közönség, mind a kritikusok elismeréssel nyilatkoztak a két fiatal magyar művészetéről, a lapokban kedvező kritikák jelentek meg mindkettejükről. Nagy népszerűségre tettek szert, és annyira divatosnak számított őket meghívni, hogy esténként néha két-három „soirée”-n is felléptek az úri szalonokban.
Hubay első párizsi esztendejének márciusában iszonyú csapás érte Magyarországot: az 1879-es szegedi árvíz. A monarchia párizsi nagykövete két zenei matinét rendezett az árvízkárosultak javára, amelyeket Hubay és Aggházy nyitottak meg. Ezt követően – saját kezdeményezésre – április 20-án újabb koncertet adtak, amelynek bevételét szintén az árvízkárosultak javára ajánlották fel.
Hubay a fárasztó első év elteltével úgy döntött, hogy néhány hónapra hazamegy pihenni. Aggházyt is rábeszélte a hazalátogatásra, de megérkezésük után sem volt nyugalmuk. A pesti sajtó ugyanis híven beszámolt párizsi hangversenyeikről, és a két művész sorra kapta a vidéki meghívásokat. Így hathetes pihenő után csaknem öt hónapos hangversenysorozat következett. Hubay és Aggházy két ízben hangversenyezett Székesfehérváron, Csurgón, Szolnokon és Szekszárdon, egy-egy koncert színhelye volt Apatin, Szentes, Pécs, Karcag, Balassagyarmat, Vác, Eger, Miskolc, Ungvár, Marosvásárhely, Kolozsvár, Székelyudvarhely, Lugos, Temesvár, Zombor, Arad, Nagyvárad, Jászberény és jó néhány más kisebb-nagyobb város. A két fiatal művész augusztusban félbeszakította nagy sikerű hangversenysorozatát, hogy részt vehessen a fővárosban, a Margit-szigeten rendezett Arrogante-ünnepségen. Ennek jövedelmével az akkoriban felrobbant Arrogante francia csatahajó legénységének hozzátartozóit kívánták segélyezni, hogy viszonozzák a párizsi Nagyoperában a szegedi árvízkárosultak javára – páratlanul fényűző külsőségek között – rendezett hangversenyt. Párizsból öttagú francia küldöttség és jó néhány ott élő magyar érkezett az ünnepségre, köztük Munkácsy Mihály és a francia művészi és politikai élet sok kiváló képviselője, így Charles Gounod, Léo Delibes, Jules Massenet és Camille Saint-Saëns. Az Arrogante-ünnep után folytatódott Hubay és Aggházy hazai hangversenykörútja, elsősorban Erdély városaiban (Kolozsvár, Marosvásárhely).
A hosszas hazai koncertkörút után a két művész visszatért Párizsba. A Hubay-Aggházy kettős 1880. január 29-én rendezte harmadik önálló párizsi hangversenyét, és tovább folytatták a zenélést a főúri szalonokban. Hubay sokat muzsikált Charles-Marie Widor, Édouard Lalo és Benjamin Godard házában, sűrűn találkozott Charles Gounod-val, Gabriel Fauréval, André Messager-vel (a Nagyopera későbbi igazgatójával) és Camille Saint-Säens-szal. Többször fellépett a Société Nationale de Musique-ben, ahol a francia komponisták először mutatták be műveiket. A monarchia párizsi követsége május 1-jén fogadást rendezett, melynek zenei részét Hubay Jenő állította össze; a műsor fénypontja ezúttal is Aggházy és – a hegedű Liszt Ferencének elkeresztelt – Hubay együttes fellépése volt.

### Londoni koncertek

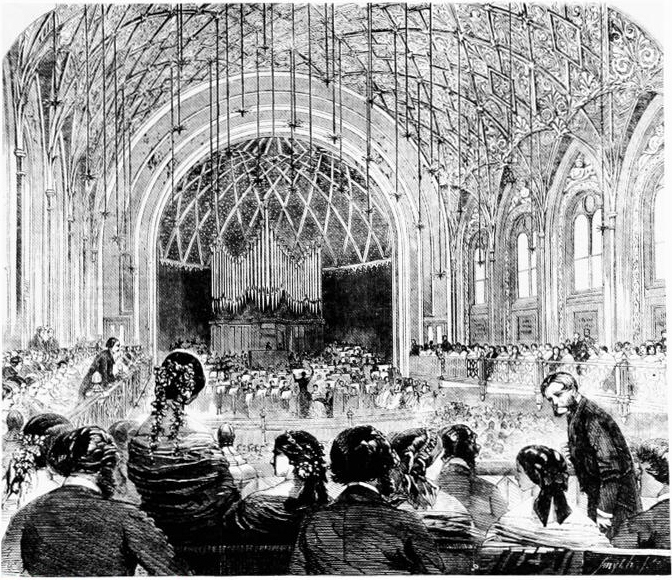
Az egykori St. James’s Hall

A két muzsikus 1880-ban meghívást kapott Londonba, ahol a St James's Hallban megrendezett nagyszabású hangversenyen rajtuk kívül fellépett Marcella Sembrich és Albani Mária, illetve Sarah Bernhardt is. Hubayék népdal-parafrázisokat játszottak Hungarian National Melodies címmel. Fellépésüknek hatalmas sikere volt, a sajtó csodahegedűsnek nevezte Hubayt. Ennek köszönhetően a következő hetekben számos más koncerten is felléptek. Akkoriban London kedvencei közé tartozott a The Swedish Vocal Sextet néven skandináv népdalokat és műdalokat éneklő hat uppsalai diák, akik Hubayék rohamosan növekvő népszerűségének láttán felajánlották, hogy rendezzenek közös hangversenyeket, mely öt alkalommal meg is valósult. A két művész londoni élményei közé tartozott az angol uralkodóházzal rokoni kapcsolatban álló Lord Paget palotájában rendezett zártkörű hangverseny, az angol trónörököspár – a későbbi VII. Edward és felesége – és a velük rokonságban lévő görög királyi pár tiszteletére. A hangversenyt ünnepi vacsora előzte meg, s a műsoron a két magyar muzsikus mellett mindössze egy énekes szerepelt, a Covent Garden első tenoristája. Hubayék nyitó száma Goldmark Károly Suite-je volt, mely a rákövetkező szólószámokhoz hasonlóan nagy sikert aratott. A koncert vége felé felcsendülő magyar műveket a walesi herceg különösen nagy érdeklődéssel hallgatta, s a művészeknek további magyar darabokkal kellett megtoldani műsorukat. Komolyan meghökkentek azonban, amikor a walesi hercegné azzal a kéréssel fordult hozzájuk: játsszák el ifjabb Johann Strauss Kék Duna keringő-jét, mert „azt bizonyára senki sem tolmácsolja olyan szépen, mint a magyar művészek”. A két muzsikus nem tehetett mást, mint hogy parafrázist rögtönzött az általuk még sohasem játszott keringőre, elragadtatást keltve az előkelő társaságban.
Hubayék augusztus elején abban a hiszemben utaztak el Londonból, hogy a nyári sikereket majd a következő évadban fogják kamatoztatni. Tévedtek: többször nem léptek fel együtt a brit fővárosban, ahová Hubay csaknem három évtizeddel később jutott el ismét. Legközelebbi úti céljuk Brüsszel volt: a művészeti és kereskedelmi kiállítás igazgatósága hét délutáni hangversenyre szerződtette őket. Az augusztus 18–24. között megrendezett koncerteken többek között egy magyar és egy francia műsort mutattak be, s külön programokat állítottak össze Liszt- és Vieuxtemps-művekből.

### Visszatérés Párizsba, Vieuxtemps halála
Brüsszelből Munkácsyék luxemburgi kastélyába utaztak, a nagy magyar festő otthonában csaknem két hónapos zavartalan pihenő következett. Hubay csak amiatt nyugtalankodott, hogy a két világvárosban, Párizsban és Londonban aratott sikerek ellenére még mindig nem sikerült beverekednie magát a Párizs-szerte legnépszerűbb Pasdeloup-koncertek műsorába. Első sikerei idején Vieuxtemps közbenjárt ugyan Jules Pasdeloupnál, de a szűkszavú és rideg karmester dölyfösen azzal utasította el, hogy nála csak világhírű művészek lépnek fel. Az alkalom azonban nem sokáig váratott magára. Hubay egy ízben Munkácsyné rengeteg kottája között rábukkant az akkoriban rendkívül népszerű operaszerző, Jules Massenet Lahore királya című operájának zongorakivonatára. Ennek legszebb dallamaiból egy szvitet írt, és amikor visszatért Párizsba, megmutatta azt a zeneszerzőnek. Massenet, aki akkor már a francia Szépművészeti Akadémia tagja volt, nagy csodálattal hallgatta végig a művet és úgy döntött, hogy meghangszereli és közbenjár, hogy vegyék fel a Pasdeloup-koncertek műsorára.
A sorsdöntő hangversenyre 1880. december 19-én került sor. A Lahore-szvit első tételének kantilénája után viharos brávó-kiáltások szakították félbe Hubay játékát, s a befejező rész után az egész közönség felállva ünnepelte a remek átiratot bemutató hegedűművészt. Pasdeloup, a karmester, aki néhány hónappal korábban még fogadni sem akarta, most kérte, hogy lépjen fel következő hangversenyén, egy általa választott hegedűversennyel. Hubay Vieuxtemps kedvencét, az idős mester V. versenyművét választotta. A közönség és a kritika kedvezően fogadta. Sikerének köszönhetően a zenei élet középpontjába került, ügynökök környékezték meg, számos hangversenykörutat ajánlva. Hubay azonban nem akarta elhagyni Franciaországot, élvezte párizsi sikereit, és csak kisebb körutakat tett Liège-be és Luxemburgba.
Párizsban megismerkedett Hegyesi Vilmos magyar gordonkaművésszel, aki korábban a Firenzei Vonósnégyes tagja volt, majd a kölni konzervatórium tanára lett. A három muzsikus számos közös fellépésen vett részt.
Vieuxtemps gyógykezelés végett Algériába utazott. Hubay és Aggházy is odautaztak, hogy mesterüket meglátogassák. Algírban számos magánhangversenyt adtak, első nyilvános koncertjükön Vieuxtemps is jelen volt. Az idős zeneszerző nem sokkal ezután meghalt. Hubay a család kérésére egy ideig Algírban maradt, hogy rendezze Vieuxtemps zenei hagyatékát. A két magyar muzsikus irtózatos viharban tért vissza Afrikából: a borzalmas utazás harminc órán át tartott. Hubay akkor megfogadta, hogy soha többé nem száll tengerre. Ez volt egyik legfőbb oka annak, hogy később nem volt hajlandó Amerikába menni, és sorra visszautasította az impresszáriók ajánlatait.
Visszautazásuk után Aggházy hazatért Budapestre, Hubay pedig Dunaharasztiba, ahol édesapjának nyaralója állt. Itt meghangszerelte Vieuxtemps 7. versenyművét és saját Suite-jét. A Musikwelt című német folyóirat számára cikket írt Vieuxtemps hátrahagyott műveiről. Vieuxtemps hozzá írott leveleit a La Renaissance Musicale című francia zenei lap szeptemberi számában tette közzé.
Hubay ősszel tért vissza Párizsba, ezúttal Aggházy nélkül. Mindössze egy hangversenyen lépett fel, majd Brüsszelbe utazott, ahol nagy érdeklődéssel várták: Vieuxtemps ugyanis már korábban javasolta őt a megüresedett konzervatóriumi hegedűtanári állásra. Bár már korábban is koncertezett a belga fővárosban, hivatalos bemutatkozására csak 1881. december 14-én került sor. Ettől kezdve a közönség és sajtó nagy kedvence lett. Kinevezésének egyedüli akadálya az volt, hogy a belga belügyminisztérium a belga állampolgárság megszerzését kívánta a magyar művésztől. Hubay semmi áron nem akart hűtlenné válni hazájához, és így a belga zene lelkes mecénásának, Hubay későbbi jó barátjának, Francois van Halnak közbenjárására volt szükség a kérdés megoldásához. Van Hal kérésére a monarchia brüsszeli követe eljárt a belügyminiszternél, aki elállt a belga honosság követelményétől. Hivatalos kinevezésére 1882. február 8-án került sor: a huszonhárom éves Hubay Jenő a brüsszeli konzervatórium katedráján Henri Vieuxtemps és Henryk Wieniawski örökébe lépett.

### Hegedűtanár Brüsszelben

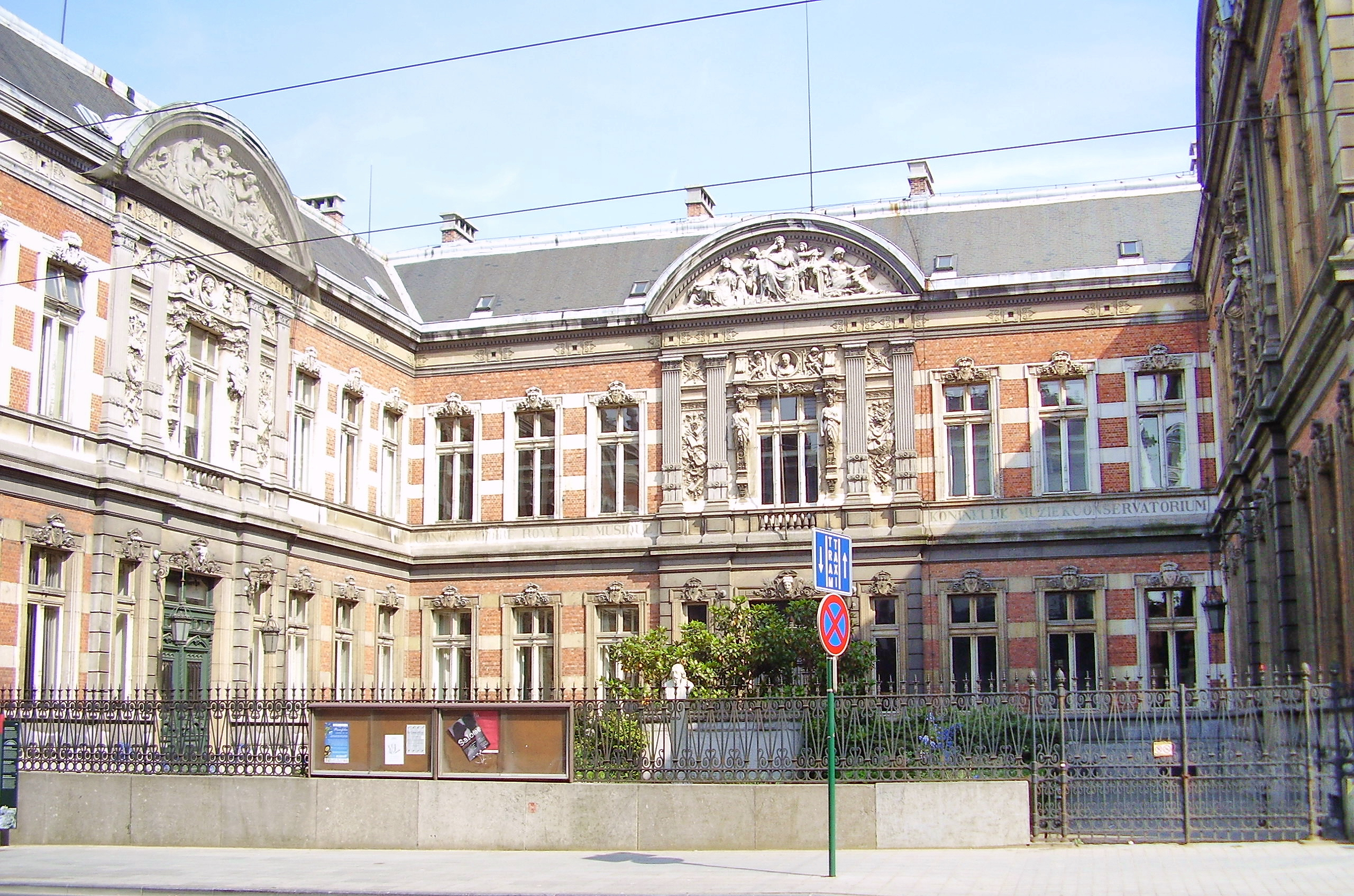
A brüsszeli konzervatórium (Conservatoire royal de musique)

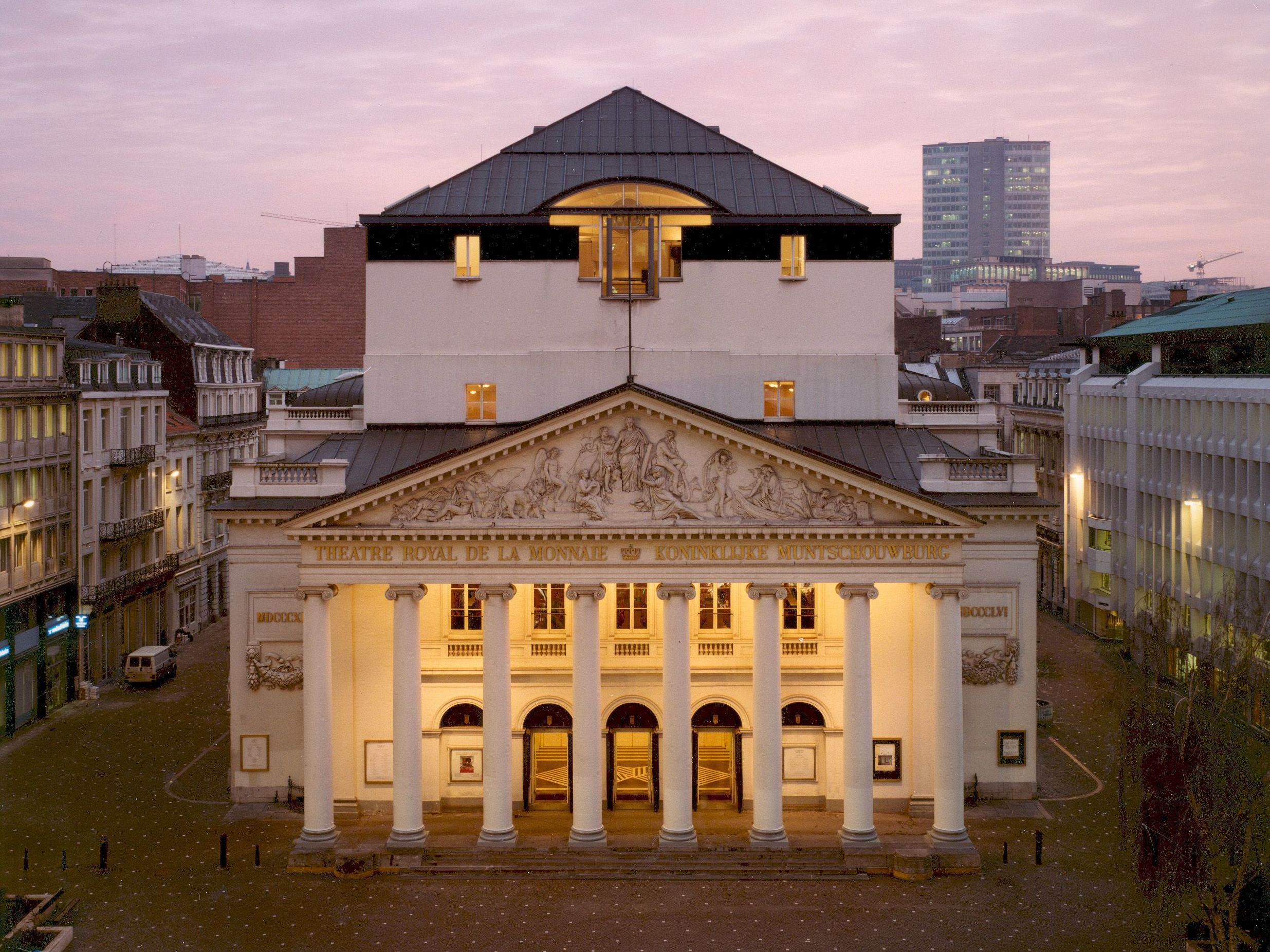
A brüsszeli Théâtre de la Monnaie

Hubay idejében a brüsszeli konzervatórium igazgatója François-Auguste Gevaert zeneszerző volt, aki ekkor a legbefolyásosabb belga zenei személyiségnek számított. Gevaert ösztönzésére Hubay már kinevezésének évében vonósnégyest szervezett, amelyben az első hegedűt felváltva játszotta az ötvenes éveiben járó Jean-Baptiste Colyns professzorral. Colyns már Vieuxtemps és Wieniawski idején is az egyik hegedűosztályt vezette. A vonósnégyes második hegedűse Désiré Van Styvoort, csellistája a már említett Joseph Servais volt. Az együttes 1882 őszén mutatkozott be Beethoven két vonósnégyesével. Nagy sikert arattak, ami arra késztette Gevaert-t, hogy azonnal állami támogatást kérjen a vonósnégyes-esték folytatásához. Meg is szerezte Hubayéknak az állami szubvenciót, melynek feltételeként kikötötték, hogy minden művet kétszer kell előadniuk. A Beethoven-kvartetteket négy estére osztották el; hangversenyeikhez megkapták a konzervatórium 1400 főnyi közönséget befogadó nagytermét és esténként ezer frankot. A főiskola egy másik tanára, Cornelius is rendezett vonósnégyes-estéket a konzervatórium kistermében: együttesét Hubayék „le grand quatuor”-jávai ellentétben, le petit quatuor-nak nevezték. A Hubay-kvartett igen gyorsan népszerűvé vált, sűrűn szerepelt klubok és gazdag zenebarátok estéin. Hubay mint szólista is kivette részét a város eleven zenei életéből, melynek gerincét a brüsszeli operaház, a Théâtre de la Monnaie zenekarának négy koncertje, és a konzervatórium tanáraiból és növendékeiből alakult együttes négy hangversenye alkotta.
Szabad hónapjaiban Hubay zenekari hangversenyek sorát adta, nemcsak Belgiumban, hanem Franciaországban, sőt, Hollandiában is. A konzervatóriumban csak heti hat órája volt, így szabadidejében a Bois de la Cambre parkjában dolgozott. A Bois fái alatt született meg a nagy sikerű Concert Dramatique, a Sonate Romantique, és az I. szimfónia nagyzenekarra. Több dalciklust komponált Brüsszelben Victor Hugo, Lucien Paté, Sully Prudhomme és Elena Văcărescu verseire, és ott fogott hozzá Edmond Haraucourt Merlin, a varázsló című operaszövegének megzenésítéséhez. Ezt utóbb Alienor címmel mutatták be Budapesten.
Alig négy hónappal kinevezése után, 1882 májusában Hubay viszontláthatta Liszt Ferencet, akinek tiszteletére zenés ünnepségeket rendeztek Brüsszelben és Antwerpenben. Hubay ismét fellépett a nagy zeneszerzővel, estélyeken és kirándulásokon vettek részt közösen. Távozásakor Liszt megölelte Hubayt, s hangot adott örömének, hogy fiatal honfitársa ilyen megtisztelő pozícióba került.
1883-ban Hubay szonátaesteket rendezett a brüsszeli Palais des Beaux-Arts-ban, Józef Wieniawski zongoraművésszel, Henryk öccsével, aki szintén a konzervatórium tanára volt. A következő évben kétszer is ellátogatott Párizsba: márciusban Vieuxtemps fisz-moll hegedűversenyét, decemberben Antonio Bazzini hegedűversenyét és a maga egyik csárdajelenetét adta elő. Márciusban szerepelt utoljára Pasdeloup vezényletével, aki ezután átadta a zenekar vezetését Hubay jó barátjának, Benjamin Godard-nak. Az 1884. év eseményei közé tartozott a konzervatórium ünnepi hangversenye a walesi herceg látogatása alkalmából, amelyen a Hubay-vonósnégyes Wolfgang Amadeus Mozart és Felix Mendelssohn Bartholdy egy-egy művét adta elő. A hangverseny után Gevaert bemutatta a művészeket II. Lipót belga királynak, aki a walesi herceggel együtt melegen gratulált nekik. A másik esemény az antwerpeni Rubinstein-hangverseny volt, amelyen Hubay mint szólista és mint a vonósnégyes prímhegedűse is fellépett.
1885. december 20-án a vonósnégyes próbája közben érkezett dr. Hubay Károlynak, a művész bátyjának távirata, amely tudatta, hogy édesapjuk rosszul van. Egy óra múlva a második távirat már Huber Károly halálhírét hozta. Hubay hazautazott a temetésre, azonban csak néhány napot töltött Budapesten.
Néhány héttel később, 1886. január 10-én a brüsszeli Théâtre de la Monnaie-ben bemutatta első hegedűversenyét, a Concerto dramatique-ot. A belga sajtó elismerően nyilatkozott a művészről és művéről. Hubay akkoriban vonóstriót alapított Józef Wieniawskival és Jacobs gordonkaművésszel, és ezzel az együttessel több hangversenyt adott Brüsszelben és más belga nagyvárosokban. A vonósnégyes műsora is tovább bővült, és más főiskolai tanárok bevonásával előadták a kamarazene-irodalom leghíresebb alkotásait, köztük Beethoven Szeptettjét.
A művészt nagy magyarországi megtiszteltetés érte: az Országos Magyar Dalárszövetség elhunyt édesapja helyébe országos karnaggyá választotta. A határozatot Bartay Ede elnök és Ábrányi Kornél titkár hozta hivatalosan Hubay tudomására. Trefort Ágoston kultuszminiszter arra utasította a Zeneakadémia alelnökét, ifj. Verebi Végh Jánost, hogy tárgyaljon Hubayval hazatérésének feltételeiről. A művész gondolkodási időt kért, hiszen az akadémiai tanárság elvállalásával nemcsak előkelő pozíciójáról kellett lemondania, hanem a zeneszerzői munkájához biztosított nagy fokú szabadságról is. Hubay végül a hazatérés mellett döntött. Ezek után 1886 márciusában Budapestre látogatott és 17-én fellépett a filharmonikusok hangversenyén. Minthogy 1879 ősze óta nem játszott a magyar fővárosban, így szereplése bemutatkozásszámba ment. Hubay remélte, hogy visszatérésével közelebb kerül Liszt Ferenchez is, de a sors úgy hozta, hogy a nagy zeneszerző július 31-én meghalt.
Hubay 1886 júniusában utoljára vizsgáztatott Brüsszelben. Tanítványai közül heten kaptak első díjat, köztük Bram Eldering holland hegedűművész, aki később a Hubay-Popper vonósnégyes brácsása lett. Hubay később is kapcsolatban maradt Brüsszellel, Gevaert-rel, a belga fővárosban élő tanártársaival, egykori növendékeivel is, de mindenekfölött jó barátjával, a zenepártoló, hangszergyűjtő Van Hallal. Belgiumról mindig mint második hazájáról beszélt.

### Visszatérés Budapestre

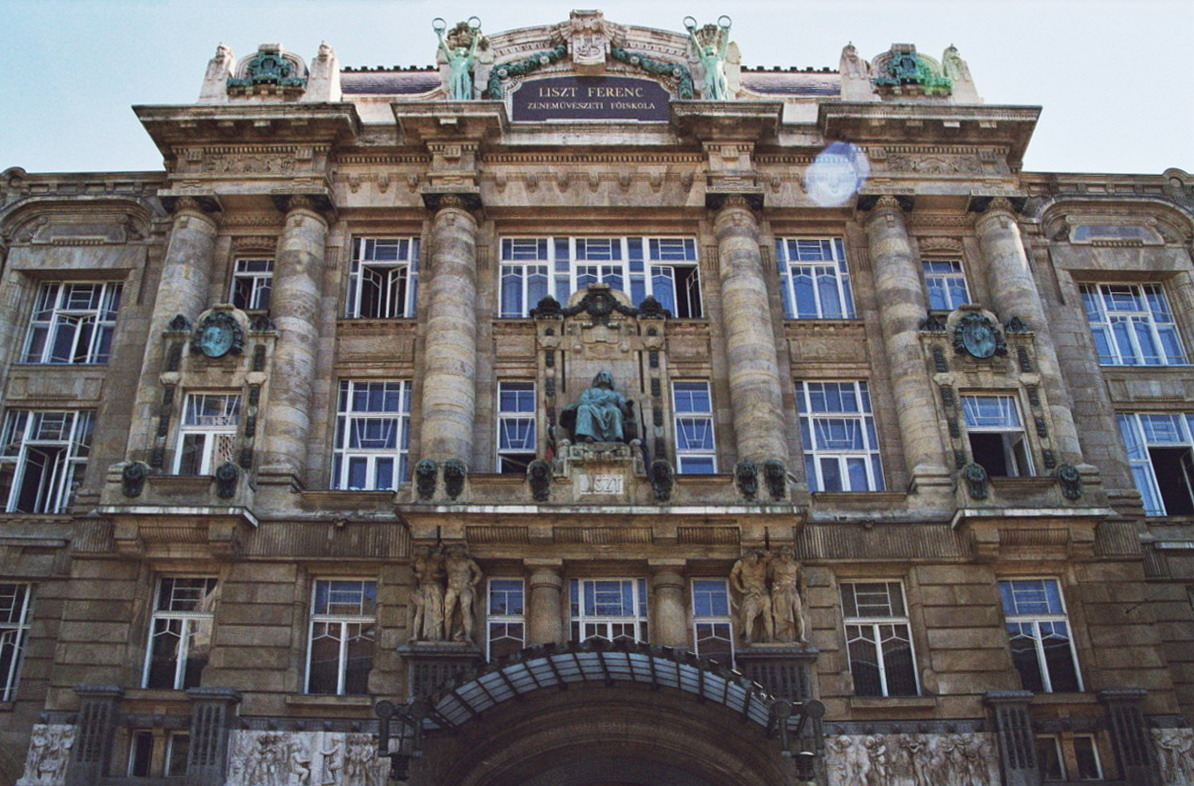
A Zeneakadémia homlokzata

A 28 esztendős Hubay Jenő a Zeneakadémiára 1884-ben kinevezett édesapjának helyére került. Zenei pályafutásának szempontjából hazatérése igen szerencsés pillanatban következett be. Már több mint egy évtizede működött a Zeneakadémia, mely őt most a hegedűtanszak élére állította; két évvel korábban, 1884 szeptemberében nyílt meg az Operaház, amely lehetőséget nyújtott dalműveinek bemutatására, s melynek zenekara 1886 márciusában koncertegyüttesként hivatalosan is felvette „A Magyar Királyi Operaház tagjaiból alakult Filharmóniai Társaság” nevet. A pesti Vigadó 1868-ban megnyitotta kapuit, megfelelő keretet biztosította hangversenyek rendezésére. Azonkívül Hubayt az Országos Dalárszövetség 1885 telén megválasztotta országos karnagyává. Nehézségek azonban bőségesen jelentkeztek: ilyen volt elsősorban a német nyelv uralma a zeneoktatásban és az operazenekarban. A főiskola tanári kara főként osztrákokból és csehekből állt, akik közül egyesek nem is akarták megtanulni a magyar nyelvet. A zeneszerzés első tanára, a vonósszerenádjairól és kamarazenéjéről híres Volkmann Róbert, tudatosan német művész akart maradni. A német muzsika szellemét terjesztette a pozsonyi születésű, de Németországból Pestre került Herzfeld Viktor is, aki két éven át a második hegedűt játszotta Hubay vonósnégyesében, valamint Koessler János, Volkmann utóda, aki szilárd alapokat adott Dohnányi Ernő, Bartók Béla és Kodály Zoltán zeneszerző tevékenységéhez, de Brahms iránti feltétlen tiszteletével és Liszt-ellenes beállítottságával ugyancsak a német szellemet képviselte. A magyarul, németül és franciául egyaránt jól beszélő Hubay Jenő nyelvi szempontból jól megértethette magát a tanári kar minden tagjával, de nehezen fogadtathatta el álláspontját a zenei élet és a zeneoktatás magyarabbá tételének kérdésében. Két szövetségesre akadt. Az egyik Mihalovich Ödön zeneszerző volt, aki ugyan Szlavóniában született, de 1855-től Pesten tanult, s annak ellenére, hogy haláláig Wagner lelkes híve maradt, magyar zeneszerzőnek vallotta magát, és több magyar tárgyú művet is írt. Másik szövetségese testvérbátyja, dr. Hubay Károly ügyvéd volt, aki a magyarosító törekvések lelkes élharcosa lett. Mint az 1881-ben megalakult Harmónia Rt. hangversenyrendező és zeneműkiadó vállalat igazgatója, igyekezett kiküszöbölni a német nyelvet a hirdetésekből és a műsorfüzetekből. Magyar műveket adott ki, és azokat minél nagyobb számban tűzte műsorra. A Harmónia adta ki Hubay kórusműveit, négyszólamú férfikarait, operáit és magyar szövegre írott dalait, míg hegedűre írott művei továbbra is nagyrészt külföldön jelentek meg.
Hazatérése után Hubay az Országos Dalárszövetség rendezvényén lépett először a nagy nyilvánosság elé, az augusztus 11–16. között Pécsett megtartott dalünnepen. Ezen ezer dalos vett részt, s zsűrijébe természetesen beválasztották Hubayt, az országos karnagyot is. A dalárdák augusztus 12-én Hubaynak Petőfi szövegére írt A magyarok Istene című férfikarával versenyeztek, majd 13-án szabadon választott számaikat adták elő. A 14-i műsorban előadott Erkel, Liszt és egyéb műveket – köztük saját Sóhajtás című kórusát – Hubay tanította be és vezényelte. A Bajza József szövegére írott, baritonszólós kórusmű nagy sikert aratott.

### A Hubay–Popper vonósnégyes

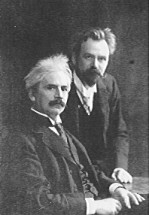
Hubay Jenő és Popper Dávid

Hubay 1886 őszén Popper Dáviddal karöltve kamarazene-együttest alapított. Ennek másodhegedűse két éven át Herzfeld Viktor, a Zeneakadémia későbbi zeneelmélet-tanára, brácsása pedig Hubay brüsszeli növendéke, Bram Eldering lett. Az 1903-ig rendszeresen együtt szereplő vonósnégyes két oszlopa Hubay és Popper maradt. A II. hegedűt 1888-ban az Operaház hangversenymestere, Grünfeld Vilmos, 1889-ben Bloch József, későbbi zeneakadémiai tanár , majd két Hubay-növendék – 1894-ben Farkas János és 1895-ben Kemény Rezső, későbbi zeneakadémiai tanár vette át. Brácsán 1893-tól 1898-ig Waldbauer József, majd Szerémi Gusztáv játszott, aki utóbb az operaházi brácsaszólam vezetője és a Zeneakadémia brácsatanára lett. Az együttes Hubay-Kemény-Szerémi-Popper összeállításban muzsikált tovább Popper haláláig.
A Hubay–Popper vonósnégyes 1886. október 24-én rendezte első hangversenyét a Vigadó kistermében. Az új együttesnek és kitűnő muzsikálásának híre úgyszólván pillanatok alatt elterjedt, s tagjai már a bemutatkozást követő hónapban, 1886 novemberében, kilenc nagyvárosban (Pécs, Kassa, Miskolc, Debrecen, Arad, Temesvár, Lugos, Kolozsvár, Nagyvárad) léptek fel. Hubay nagy sikere volt, hogy sikerült visszacsábítania Budapestre Johannes Brahmsot. A vonósnégyes első Brahms-hangversenyét 1886. december 23-án tartották meg, amelyen Brahms maga adta elő e-moll gordonka-szonátáját, valamint az operaház énekesei dalaiból énekeltek. A közönség lelkes ünneplésben részesítette őket. Brahms ezután még négy alkalommal látogatott el a magyar fővárosba.

### Zeneszervezői munkássága és koncertjei

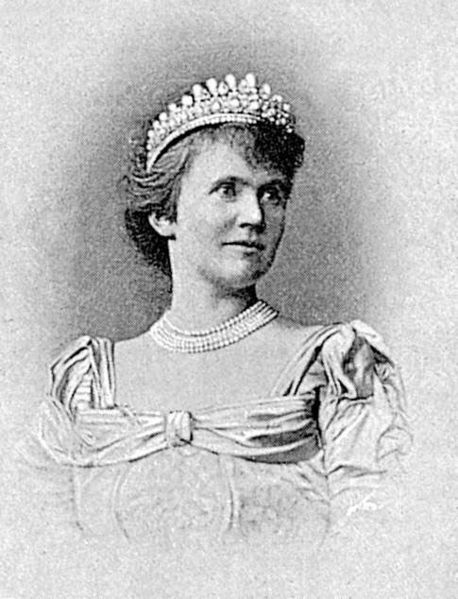
Erzsébet román királyné

A Franciaországban töltött évek és az ott szerzett kapcsolatok lehetővé tették Hubay Jenő számára, hogy a hazatérését követő esztendőben sajátságos vállalkozásra szánja el magát: 1887 februárjában, a Loire partján fekvő Angers-ben magyar fesztivált rendezett a magyar zene külföldi népszerűsítése céljából. A műsort Hubay állította össze magyar szerzők: Mihalovich Ödön, Bertha Sándor, Goldmark Károly, Zichy Géza, Liszt Ferenc és saját műveiből. Hubay saját Concerto dramatique-ját és a Plevna-nótát adta elő, s a közönség valamennyi szám után viharosan ünnepelte.
A fesztivál után nyugalmas időszak következett, Hubay a tanítással és komponálással foglalkozott. 1888-ban a filharmonikusok bemutatták I. szimfóniáját, majd ezt követően Bécsbe utazott, ahol a közönség lelkesen megtapsolta, de a kritikusok visszafogottan nyilatkoztak művészetéről. Márciusban Hubay Zichy Géza társaságában jótékony célú hangversenykörútra indult Ausztriába és Olaszországba. A római Teatro Costanziban rendezett koncertjükön megjelent az egész udvar, élén az olasz királynéval, akinek bemutatták a művészeket. Áprilisban Párizsban járt, a Salle Érard-ban hangversenyezett. A koncert után Munkácsy estélyt adott tiszteletére. Hubay magyar műsorából adott elő egy-két számot, és a Nagyopera egyik művésznője a román királynő udvarhölgyének, Elena Văcărescunak verseire komponált Hubay-dalokat énekelt. Az udvarhölgy-költőnő közvetítésével Erzsébet román királyné (aki Carmen Sylva álnéven jelentette meg verseit) meghívta palotájába, Sinaiába „kedvelt magyar művészét”. Hubay az év végén Bécsben koncertezett, Brahms zongorás szonátáiból adott elő.
Hubay Jenő az 1889-es esztendőt – májusi párizsi látogatásától eltekintve – odahaza töltötte. Februárban idelátogatott Joachim, aki kerek tíz évvel korábban – Hubay párizsi éveinek idején – járt utoljára Budapesten. Önálló estjén kívül még két koncerten lépett dobogóra: a február 8-ai kamaraesten és a február 12-ei zenekari hangversenyen. A Vigadó zsúfolásig megtelt mindkét alkalommal. A kamaraesten Joachim a Hubay–Popper vonósnégyes muzsikusaival együtt lépett fel. Ehhez fogható elismerést csak a Brahms-hangversenyek jelentettek az együttesnek. Hubay május elején Párizsban, a Salle Pleyelben adott hangversenyt Bach és Vieuxtemps műveiből, valamint saját alkotásaiból. 1889 augusztusában részt vett a dalárszövetség szegedi ünnepségén. Korábbi elégedetlenségek miatt a szövetség vezetői – velük együtt Hubay is – lemondott. Hubay ekkor végleg megvált az Országos Magyar Dalárszövetségtől, de nem a dalos mozgalomtól. Az ungvári dalárda szeptemberben meghívta a fennállásának 25. évfordulója alkalmából rendezett háromnapos ünnepségre, amelyen hosszasan ünnepelték a volt országos karnagyot.
Hubay 1890 februárjában Szófiába és Konstantinápolyba látogatott, és mindkét helyen nagy sikert aratott. Ezt követően Frankfurtba, majd Brüsszelbe utazott, meglátogatni barátait. Novemberben egy hónapos körútra indult Oroszország és Finnország városaiba.
Az 1891-es év jelentős eseménye volt Hubay számára, hogy a Zeneakadémián bevezették az oktatott tárgyak közé a kamarazenét és a vonósnégyest, melyek tanítását rábízták. Ugyancsak ebben az évben, december 5-én került sor első operájának, az Alienornak a bemutatójára az Operaházban. A Wagner dallam- és harmóniavilágát idéző művet, amelynek főhőse Merlin, a varázsló, kedvezően fogadták, de kiemelték a szövegkönyv gyengeségeit. 1892 januárjában Joachim ismét Budapesten járt és koncertet adott Hubay vonósnégyesével. Február végén Hubay Németországba utazott, Hamburgban és Berlinben mutatta be Concerto dramatique-ját. A németországi koncertek után vidéki hangversenykörútra indult Bodó Alajos zongoraművésszel. A nyarat A cremonai hegedűs komponálásával töltötte: művét a Pester Lloyd 1892. augusztusi értesülése szerint Oostendében fejezte be. 1892–93 telén két hangversenyt adott Brüsszelben, majd kamarazene-turnéra indult (Gent, Liège, Antwerpen, Oostende). Ezután Németországba utazott, ahol zenekari estek sorozatát adta Frankfurtban, Mainzban, Kölnben, Wiesbadenben és végül a svájci Genfben. Itt annyira mélyreható benyomást keltett a szakemberek és a közönség körében, hogy felajánlották neki a konzervatórium éppen megüresedett igazgatói állását, melyet magyarországi kötelezettségeire hivatkozva, természetesen nem fogadott el. Genf után Lyonban koncertezett, majd Normandiába utazott, onnan pedig Moszkvába, Nyizsnyij Novgorodba és Szentpétervárra, ahol kilenc fellépésre szerződtették. Ezt követően Brixenbe utazott, ahol egy hónapot töltött szövegírója, Wohl Janka költőnő társaságában, akinek vázlatai alapján Atair címmel egy „zenei regényt” írt hegedűre, öt fejezetben. A Női szeszély – Invocatio – Lidércfény – Vallomás – Szerelemittasan című tételekből álló „zenei regény” a boroszlói Hainauer zeneműkiadónál látott napvilágot, 1893-ban.
A következő év februárjában Hubay újabb hangversenyt adott Bécsben. Márciusban Boroszlóba, majd Prágába látogatott. Az 1893–94. évi budapesti hangversenyévad befejező eseménye Hubay Jenő koncertje volt a Vigadó kistermében, ahol Giuseppe Tartini Ördögtrilláján kívül a művész kizárólag saját műveit mutatta be: a Brüsszelben 1884-ben írt Sonate romantique-ot, a Wohl Janka szövegére komponált Atair című „zenei regényt” és a Kossuth-nóta dallamaiból szőtt 7. csárdajelenetet.

### Házassága
Az 1894-es esztendő Hubay életében fordulópontot jelentett: házasságot kötött Cebrián Rózával. A leány arisztokrata származású volt, művelt, és jó zenei adottságokkal rendelkezett. Minden jelentősebb hangversenyt meghallgatott, s már a nyolcvanas évek végén megismerte a Zeneakadémia fiatalon is nagy múltú, világot járt és európai hírű tanárát, akit hazatérése óta a főváros arisztokrata köreiben is szívesen láttak. Jól zongorázott és csengő hangon énekelt. Megtisztelőnek érezte, hogy a nála tizenkét évvel idősebb professzor hajlandó együtt kamarazenélni vele. Buzgón gyakorolta a Hubay által előírt Beethoven- és Grieg-szonátákat. Kölcsönös vonzalmuk az 1890-es évek elején nyilvánvalóvá vált, s Hubay elhatározta, hogy megkéri Róza kezét apjától, Cebrián László gróftól. Az apa visszautasította Hubayt, de nem sikerült lányának házasságát megakadályoznia. Háromévi várakozás után, mintegy tüntetőleg a törvény által engedélyezett első pillanatban, Róza huszonnegyedik születésnapján kora reggel, a losonci plébániatemplomban a zeneszerző oltár elé vezette menyasszonyát. Tanúja a budapesti román főkonzul, Cantacuzino herceg volt.

### Pályájának csúcsán
Míg az 1894. év első fele az esküvő előkészületeinek boldog izgalmában telt el, második felét A cremonai hegedűs november 19-ei bemutatójának előmunkálatai töltötték be. A Francois Coppée dramolettjéből készült kétfelvonásos opera szövegkönyvét Henri Beauclair írta és Ábrányi Emil fordította magyarra. Muzsikája világsikert aratott. A dalmű – a drámai szempontból tökéletlen szövegkönyv ellenére – osztatlan sikert aratott Magyarországon és Németországban, de bemutatták Párizsban, Brüsszelben, sőt, New Yorkban is.
Házassága után Hubay 1895 januárjában indult először külföldi hangversenykörútra, Németországba. Tavasszal elnökévé választotta a Magyar Zeneszerzők Társasága. Októberben ismét Oostendében vendégszerepelt, a következő évben pedig Svájcban és Németországban lépett fel.
Az Operaház 1896 márciusában bemutatta A falu rossza című dalművét, amelynek szövegkönyvét – Tóth Ede nagy sikerrel játszott népszínműve alapján – Váradi Antal írta. A Hubay-mű azonban csalódást keltett: a prózai színpadon kasszasikernek számító népszínművet nem lehetett operaszínpadra átültetni. A közönséget nem elégítette ki az a tény, hogy Hubay magasabb igényű dalművet írt a falusi történetből. A népszínmű zeneszerzőjének, Erkel Gyulának húsz év óta népszerű melódiái túl mélyen vésődtek bele a köztudatba.
Az 1896-os esztendő több szomorú eseményt is tartogatott Hubay számára. Május 29-én meghalt bátyja, Hubay Károly, majd néhány héttel később Hubayék elsőszülött fia, László. Hubay idegrendszerét annyira megviselte az egymást követő két váratlan megrázkódtatás, hogy ágynak dőlt, majd hosszabb időn át pihent Délvidéken, hogy kiheverje a sorozatos csapásokat.
A következő évben, 1897-ben, hazai koncerteken vett részt. A család életében nagy fontosságú volt ez az esztendő: a kőművesek az év nyarán fogtak hozzá a Fő utcában épülő és a Margit rakpartra (ma Bem rakpart) néző Hubay-palota alapozásához. Az épületet már őszre felhúzták, de a belső kiképzés még hosszú hónapokig tartott, úgyhogy Hubayék lakrésze csak 1898. október elején vált beköltözhetővé. A fényűzően megépített palota teljesen Hubay elképzelései szerint készült. Az első emeleten zenetermet rendeztek be a házi hangversenyek céljaira, velencei csillárokkal, falikarokkal, fehér zongorával és külön kis próbaszobával. Ez a palota adta Hubay Jenő életének jellemző keretét a hátralevő csaknem negyven éven át.
A család életének másik nagy eseménye 1898-ban Hubay Andor születése volt. Öccse, Tibor, két évvel később látta meg a napvilágot.
Az 1899-es év szomorú eseményei közé tartozott Hubay brüsszeli jó barátjának, Francois van Halnak halála, ami Hubayt annál is inkább megrendítette, minthogy intenzív elfoglaltsága – többek között párizsi hangversenye – miatt hónapok óta nem válaszolt barátja leveleire. Amikor meghallotta, hogy Van Hal Stradivariusát árverésre bocsátják, rokonát, Farkasházy Jenőt bízta meg: szerezze meg neki barátja hangszerét. Farkasházynak sikerült a Stradivarit 25 000 koronáért megvásárolnia.
A kilencvenes évek második felében a Zeneakadémia hegedűosztályában folytatott lázas munka 1899-ben hozta meg első nagy eredményét. A budapesti közönség ekkor ismerte meg Hubay első kimagasló tehetségű, csodagyereknek tartott tanítványát, Geyer Stefit. Őt három évvel később követte a gyors világsikert aratott Vecsey Ferenc, majd az 1900-as évek derekán a 20. század egyik legismertebb és legünnepeltebb hegedűművésze, Szigeti József.

### Hubay és Bartók
Hubay a századforduló évében is elindult külföldi hangversenykörútjára: Németországba, Franciaországba, Svájcba, Belgiumba. Időközben a Nemzeti Zenede választmánya meghívta az időközben megürült igazgatói állásra, de az igazgatóválasztó gyűlés csak módosítással fogadta volna el feltételeit, mire Hubay visszalépett a jelöltségtől. Ezzel örökre megvált a Nemzeti Zenedétől, melynek hegedűtanszaka a hetvenes években Huber Károlynak köszönhette fellendülését, s amelynek a századfordulóig Hubay Jenő maga is állandó vizsgabiztosa volt.
Az 1902-es év nagy szenzációja Bartók Béla volt, aki mindössze huszonegy évesen, zongorakivonat nélkül, a partitúra alapján megtanulta és emlékezetből elzongorázta Richard Strauss Heldenleben (Hősi élet) című szimfonikus költeményét. Bartók páratlan tehetségét Hubay azonnal felismerte. A kettejük közötti ellentét azonban hamar körvonalazódott, ugyanis Bartók nyíltan Habsburg-ellenes volt, amit a Ferenc József-rend lovagkeresztjével éppen akkoriban kitüntetett Hubay Jenő nem méltányolt.
Bartók 1903 tavaszán hegedű–zongoraszonátát írt, amelyet mint vizsgadarabot nyújtott be Koesslernek. Az érdekes, francia romantikus befolyást tükröző, de már a jövő kísérletező vonásait is magán viselő művet előadták a vizsgahangversenyen. Fél évvel később Hubay vállalta, hogy Bartók társaságában a nagyközönség elé viszi a szonátát, s ezzel kifejezésre juttatta megbecsülését a fiatal szerző és a mű iránt. A nagy visszhangot keltő bemutató dátuma: 1904. január 25.

### A századforduló évei

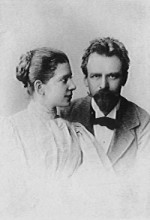
Hubay Jenő és felesége, Cebrián Róza

Hubay a századfordulón negyedik operáján, a Moharózsán dolgozott. Ennek szövegkönyvét egy angol novella alapján Ruttkay György írta. A gyenge librettó és gyenge zene miatt a mű hamar lekerült műsorról. A lipcsei konzervatórium meghívását 1903-ban éppúgy nem fogadta el, mint 1904-ben a londoni Royal Academy of Music igazgatójának azt az ajánlatát, hogy évente öt hónapon át vezesse az intézet hegedűművész-képző osztályát. A budapesti Hubay-iskolát nem akarta feladni.
1903-ban ismét nagyszabású koncertkörútra indult, majd visszatérve a komponálásnak szentelte idejét: meg akarta oldani a modern magyar zenedráma problémáját. A falu rossza kísérlete nem járt eredménnyel: a népszínműből átvett történetben a magyar parasztok nem találták meg helyüket az operaszínpadon. Az 1904–1905-ben komponált és az Operaházban 1906-ban színre került Lavotta szerelme volt Hubay utolsó kísérlete magyar tárgyú és zenéjű dalmű megírására. A Kerner István vezényletével előadott, száz évvel korábbi cselekményre épülő opera hamar lekerült a műsorról.
A Hubay–Popper vonósnégyes gyakorlatilag már az 1904–1905-ös évadban felhagyott a nyilvános szerepléssel. Szerepét a Hubay–Popper növendékekből alakult Kemény–Kladivkó–Szerémi–Schiffer-kvartett vette át. 1907. május 29-én „szalatnyai” előnévvel nemesi címet kapott.
A Philharmonic Society meghívására 1908 január végén Londonba utazott, hogy a még mindig csodagyerekszámba menő Vecsey Ferenccel előadja Bach kettősversenyét, s elvezényelje a Vecseynek ajánlott III. hegedűversenyét. A londoni sajtó a legteljesebb elismeréssel emlékezett meg Hubay művéről, hegedüléséről, karmesteri képességeiről és pedagógiai eredményeiről egyaránt.
Ebben az évben alakult meg az akadémiai tanárok zenekari társasága, amelynek két karnagya Hubay Jenő és Popper Dávid volt, és amely évente négy hangversenyen friss művek egész sorát mutatta be. A február 24-ei hangverseny újdonsága Hubay Concerto all'antica című, Geyer Stefinek ajánlott IV. hegedűversenye volt.
Hubay Jenő 1910-ben 52 éves volt, és 24 éve állt a Zeneakadémia hegedű-tanszakának élén. A nyári hónapokat is kihasználta a magyar zene propagálására: orvosai pihenni küldték Oostendébe, de ő az ottani Kursaalban 1910 júliusában magyar hangversenyt vezényelt. A műsorban Bartók, Dohnányi, Siklós Albert, Weiner Leó és Zichy művei mellett saját Alienor-nyitánya szerepelt. Augusztusban a Berlini Filharmonikusok élén Scheveningenben elvezényelte saját II. (E-dúr) versenyművét, melynek hegedűszólamát a fiatal Szigeti József adta elő. Hubay egyébként nyári szabadsága alatt is foglalkozott azokkal a növendékeivel, akik Oostendében meglátogatták.
Martos Ferenc, több nagy sikerű operett szövegének írója, már évekkel előbb felhívta Hubay figyelmét a Szerelmi éj című operatémára. Ebből született Hubay Az álarc című operája. Martos a szövegkönyv elkészítését nem vállalta, de átengedte témaötletét. Hubay felkereste Berlinben Eugen d'Albert akkoriban világszerte játszott operája, a Hegyek alján szövegének szerzőjét, Rudolf Lothar német írót, aki érdekesnek találta a történetet, és vállalkozott a szövegkönyv megírására.
Hubay eleve úgy képzelte, hogy operája először Budapesten kerül előadásra; ezért arra kérte Góth Sándort, a Vígszínház írói adottságokkal megáldott művészét – aki jó barátja és szegről-végről rokona is volt –, hogy Lotharral együtt készítse el a szövegkönyvet.
Az ötvenes éveiben járó komponista munkakedve nem lankadt. Még 1909-ben hozzálátott A milói Vénusz című operájának megírásához is. Ennek szövegkönyve Góth Sándor és Farkas Imre közös műve volt, akik Paul Lindau ötletére alapozták librettójukat. Hubay műve negyedszázadon át hevert íróasztalfiókjában, majd az Operaház kissé átdolgozott formában adta elő 1934-ben.
Hubay Jenőt, aki 1895 óta a Magyar Zeneszerzők Társaságának elnöke volt, 1910-ben a Színpadi Szerzők Egyesülete is elnökévé választotta, tekintettel az operaszínpadon aratott sikereire. Budapesten 1911 őszén ünnepélyes külsőségek között emlékeztek meg Liszt Ferenc születésének 100. évfordulójáról. Ebből az alkalomból a Mátyás-templomban előadták Liszt Koronázási miséjét, amelyben a Benedictus hegedűszólóját Hubay játszotta. A kormány 1911-ben azzal bízta meg Hubayt, hogy decemberben Rómában három hangversenyen mutassa be magyar szerzők reprezentatív műveit. A művész két operaénekesnőt kért szereplőtársként, de a kultuszminisztérium – hosszas huzavona után – úgy döntött, hogy Dohnányi Ernő és Vecsey Ferenc utazzon vele.

### Az első világháború

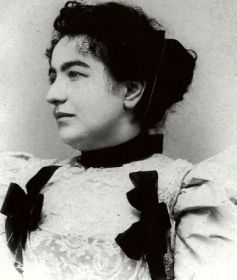
Elena Văcărescu

A szarajevói merénylet és a világháború kitörése egyszeriben megváltoztatott mindent. Hubay számára elérhetetlenné vált ifjúkori sikereinek három fő színhelye: Párizs, London és Brüsszel. Nem látogathatott többé „második hazájába”, Belgiumba, és persze szó sem lehetett a cári Oroszországról. 1915 decemberében tomboló sikert aratott a budapesti Vigadóban bemutatott háborús szimfóniájával, melyet a következő évben Németországban is többször előadtak. A külföldi hangversenykörutak a háború alatt sem maradtak el teljesen. Hubayt felkérték, hogy 1915 novemberében vezényeljen és hegedüljön egy Berlinben rendezett jótékony célú hangversenyen. 1916 áprilisában Konstantinápolyba látogatott, ahol koncertet adott a Vörös Félhold javára; egy zártkörű előadást pedig a szultán külön kérésére, a háremhölgyeknek rendeztek. Hubay hazaútján Szófiában is hangversenyt adott, ahol a bolgár közönség lelkesen ünnepelte társaival együtt. Hubay impulzív ember volt és kifejezetten nacionalista beállítottságú. Mindezt viharosan juttatta kifejezésre az Olaszország, majd a Románia hadba lépésekor, 1916. augusztus végén. Haragját nem fékezte sem az 1911-es római fesztivál sok emléke, sem a román királyné és Elena Văcărescu régi barátsága.
Ebben az időszakban került a Zeneakadémiára tanárként Bartók és Kodály is, akikkel Hubay jó viszonyt ápolt nézeteltéréseik ellenére is. Többször is kiállt Bartók mellett az ellenséges zenekritikusokkal és közvéleménnyel szemben. A helyzet változására első ízben az utalt, hogy hevesen kifakadt a Dohnányi d-moll szimfóniáját magasztaló kritikák olvasásakor. Akkor merült fel először a tudatában, hogy a kritika az ő műveiben sohasem méltányolta a nemzeti törekvéseket, és sohasem értékelte műveit a magyar zene fejlődésének nagy eredményeként. Később egyre erősebben arra gyanakodott, hogy az akadémiai tanárok haladó „klikkje” valamilyen „megmagyarázhatatlan okból” lekicsinyli az ő művészetét, s a „modernista” művészek, az „atonálisak” csoportja őt mindenáron „víz alá akarja nyomni”. Hubay növekvő féltékenységgel figyelte az „atonálisak”, azaz (Bartók Béla, Kodály Zoltán és Weiner Leó) egyre általánosabb elismertségét, és az 1915 őszén Berlinből hazatért és egy évvel később a Zeneakadémia tanárai közé meghívott Dohnányi céltudatos tevékenységét az Akadémia színvonalának emelése érdekében. Dohnányit 1919. február 14-én a minisztertanács a Zeneakadémia élére nevezte ki. Ezt Hubay nagy csapásként élte meg, ugyanis erősen számított erre a kinevezésre. Nem vette észre azonban, hogy a politika ellene dolgozott: nem is gondolt arra, hogy az őszirózsás forradalommal hatalomra került kormány aligha fogja egy grófnő köztudomásúan ellenforradalmi beállítottságú házastársát a Zeneakadémia élére kinevezni.
A Dohnányira amúgy is féltékenykedő Hubay erősen zokon vette mellőzését, s kijelentette, hogy külföldre megy: elvégre korábban nem egy fényes ajánlatot utasított vissza, amikor Londonba, Lipcsébe, Svájcba, Amerikába stb. hívták. Dohnányi, aki őszintén becsülte egykori tanárát, megpróbálta visszatartani, de sikertelenül. Míg svájci vízumára várt, Hubay Herendre költözött. 1919-ben a család Bécsen át Zürichbe utazott, majd Neuchâtelben telepedtek le véglegesen. Távozása kényszerű volt, hiszen a tanácskormány vagyonától megfosztotta, őt magát túszként vették volna őrizetbe, mint ahogy ez több vagyonos „osztályellenséggel” megtörtént.
A Tanácsköztársaság összeomlása után Moravcsik Géza, aki korábban a Zeneakadémia titkára volt, visszatért az intézménybe, és egy értekezleten Kodály lemondását követelte (aki ez idő alatt az intézményt vezette). Kodály határozottan visszautasította illetéktelen beavatkozását, de Moravcsiknak sikerült kineveztetnie magát a Főiskola miniszteri biztosává. Hazahívta Hubay Jenőt mint a főiskola igazgatói tisztségének várományosát. Hubayt november 13-án nevezték ki igazgatónak, Dohnányit, Bartókot, Kerpelyt, Kodályt és Waldbauert egy évre szabadságolták. Hubay korábbi személyes jó viszonya a három nagy muzsikussal visszatérése után, de főként 1920-ban romlott meg. Érzékeny és hiú ember lévén, sohasem volt képes megbocsátani, hogy 1919 tavaszán mellőzték Dohnányival szemben, s ráadásul korábbi tanártársai sztrájkba léptek, amikor Dohnányit – az ő igazgatósága érdekében – szabadságolták.

### Hubay a Zeneakadémia élén

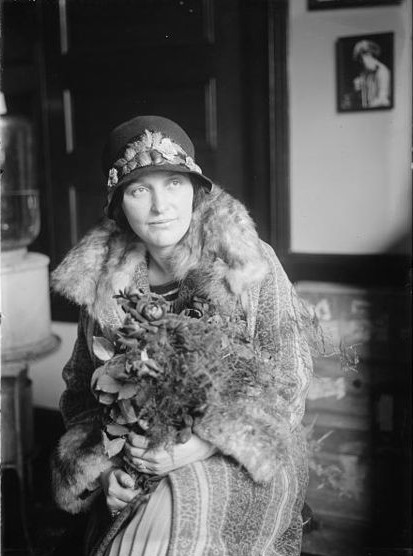
Geyer Stefi

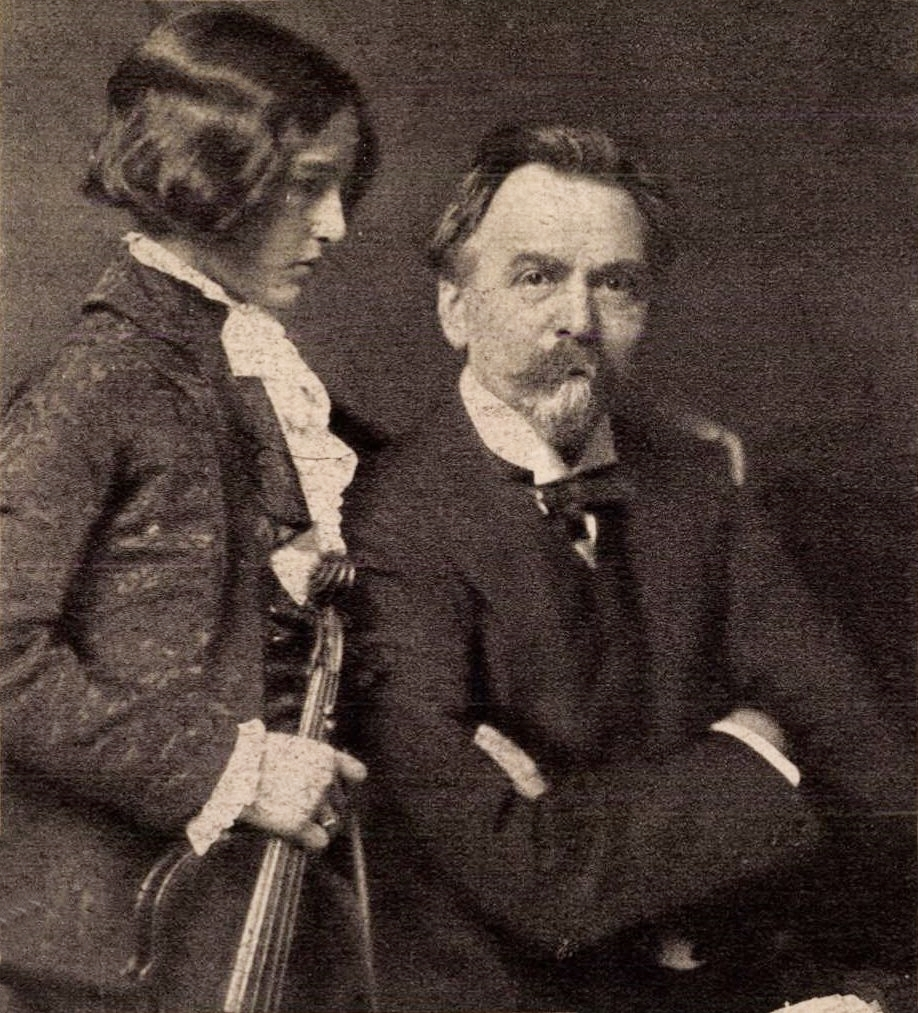
Pártos István és Hubay Jenő Székely Aladár felvételén 1916-ban

Hubay régi vágya teljesült, amikor kinevezték a Zeneművészeti Főiskola igazgatójává. Annak idején, csaknem 35 évvel korábban, a budapesti Zeneakadémia kedvéért hagyta ott jóval több nemzetközi megbecsülést biztosító brüsszeli állását, és a hosszú évek során osztatlan elismerést szerzett hegedűtanszakának. Joggal érezhette, hogy most jutott az őt évek óta megillető pozícióba. Ez alkotói vágyát is serkentette. Ennek eredményeképpen született meg Dante- és Petőfi-szimfóniája. Utóbbi első előadását 1923. február 26-án mint „a Petőfi-centenárium zenei ünnepét” rendezték meg, 3000 fős közönség előtt, a Városi Színházban. A művet maga a szerző vezényelte, a Filharmóniai Társaság zenekara, az operakórus, a Palestrina-kórus, a Budai Dalárda és több gyermekkar részvételével. Petőfit Székelyhidy Ferenc, Júliát Medek Anna, a Géniuszt Tihanyi Vilma, a Halált Venczell Béla énekelte. A szimfónia 1926-ban nagy sikert aratott Finnországban is.
Az 1923-as esztendő nagy eseménye Anna Karenina című operájának bemutatója volt, amelyet komoly harcok előztek meg. A Tolsztoj-regény dramatizált változata a háború kitörését közvetlenül megelőző időszakban nagy sikert aratott a Vígszínház előadásában, Hubay pedig az első világháború küszöbén látott hozzá a megzenésítéshez. A nehézségek oka az volt, hogy az Operaháznak nem sikerült kellő rugalmassággal színpadra állítania az amúgy is nagy késéssel megírt művet. Emiatt Hubay visszavonta a darabot, ami hosszas levelezést indított el közte és Wlassics Gyula, a ház akkori főigazgatója között. Ezt a sajtó is megszellőztette. Hosszas csatározások után a művet november 10-én mutatták be. A cremonai hegedűs mellett ez az operája aratta a legszélesebb körű sikert. A mű külföldön is jelentős elismerést kapott a közönségtől (Duisburg, Baden-Baden, Bochum, Nürnberg, Bécs).
A bemutató után, decemberben csehszlovákiai hangverseny-sorozat várt Hubay Jenőre, nyolcesztendő kihagyás után ismét. Körútját azonban április elején meg kellett szakítania: gyomormérgezése miatt vissza kellett térnie Budapestre.
Komoly megelégedéssel töltötte el, hogy a magyar zeneoktatás fellegvára, melynek már csaknem 40 esztendő óta tanára volt, az ő igazgatása alatt érte meg fennállásának 50. évfordulóját. Ebből az alkalomból az intézet Liszt Ferenc nevét vette fel, Liszt-múzeumot alapítottak a Zeneakadémián, és emlékkönyvet adtak ki, többek között Apponyi Albert, Keéri-Szántó Imre, Molnár Antal, Siklós Albert és Hubay Jenő írásaival. Május első napjaiban három ünnepi hangversenyt rendeztek: előadták Liszt Ferenc Szent Erzsébet legendáját, amely, mint emlékezhetünk, Hubay első zenei élményei közé tartozott, és két estén mutatták be a tanári kar idősebb és ifjabb nemzedékének műveit.
Hubay március 14-én a Bécsben élő magyarok meghívására hangversenyt vezényelt az osztrák fővárosban. Majd 1926. április közepén Andor fia társaságában Berlin és Stockholm érintésével tíznapos látogatásra Finnországba utazott, ahol hatalmas sikerrel adták elő Petőfi-szimfóniáját. Hubay Jenőt az Országos Magyar Zenész-Szövetség 1926. október 8-án tartott ünnepi közgyűlésén dísztagjává választotta. A következő évben Beethoven halálának centenáriuma alkalmából nagyszabású koncertsorozatot szervezett a Zeneakadémián, majd ezt követően hazai koncertkörútra indult, melynek bevételeit „magyar tehetségek ápolására” ajánlotta fel.
Hubay Jenő 1928-ban töltötte be 70. életévét, amelynek megünneplését már 1927 decemberében előrevetítette a róla elnevezett miskolci konzervatórium (Városi Hubay Jenő Zeneiskola) új Zenepalotájának felavatása. Az esemény egybeesett a zeneiskola fennállásának 25. évfordulójával, s a kettős alkalomból rendezett ünnepélyen, 1927. december 17-én Hubay Jenő is megjelent, sőt a tiszteletére rendezett hangversenyen maga is fellépett: eljátszotta Stradivariusán a hajdan Liszt társaságában többször is előadott hegedűszólót a Koronázási miséből, valamint saját Adagióját és II. csárdajelenetét. Emellett a konzervatóriumnak ajándékozta azt a Ligeti Miklós által készített ezüstözött bronzszobrát, melyet a fővárostól kapott 1912-ben. Több német város és a skandináv fővárosok még új rádióállomásai szeptember 15-én Hubay-műsort adtak, némelyik Hubay-növendékek közreműködésévei.
Az 1928-as év másik nagy eseménye Hubay varsói majd prágai látogatása volt, november második felében. Hubay 1930 tavaszán egykori diadalainak színhelyén, a párizsi Salle Pleyelben magyar hangversenyt vezényelt, s gondos előkészítésével ügyesen kihasználta a magyar kulturális propaganda számára az első világháború óta Párizsban először megnyíló lehetőségeket. Személyes kapcsolatainak segítségével elérte, hogy „tout Paris” (egész Párizs) részt vegyen az április végén rendezett hangversenyen, ahol a Párizsi Szimfonikus Zenekar közreműködésével Magyarország két nagy tehetségű fiatal művésze (Geyer Stefi és Vecsey Ferenc) vitte sikerre Weiner Leó és Hubay versenyműveit. A közönség lelkesen ünnepelte a magyar művészeket.
Utolsó évtizedének egyik legnagyobb élménye volt a 15 éves Yehudi Menuhin októberi budapesti hangversenye. Elragadtatottan írt róla: „Egyszerűen fenomenális. Az én kezemben volt elég csodagyerek: Vecsey, Geyer, Pártos, Szigeti, Rubinstein, Kerékjártó és mások. De ez a fiú ezeket még tán felülmúlja. Szebben, egyszerűbben, tökéletesebben hegedülni nem lehet.” Hubayt egy évvel később felkérték, hogy 1931. október végén Bécsben vezényelje az ottani filharmonikusokat Menuhin zenekari estjén. Erre valószínűleg Az álarc karlsruhei bemutatója miatt nem került sor.
Hubay a húszas években átdolgozta a Rudolf Lothar és Góth Sándor szövegére a század elején írott Az álarc című dalművét, és azt a budapesti Operaház 1930-ban előadásra elfogadta. Minthogy Hubay az Operáról igen rossz tapasztalatokat szerzett a Karenina idején, gyanakvással figyelte az előadás előkészületeit. De 1930 októberére úgy látszik minden rendbe jött. Az álarc 1931 februárjában fényes külsőségek között került színre, sőt, egyik előadását a rádió is sugározta.
Hubay 1932 szeptemberében betöltötte 74. életévét. Teljes szellemi frissességnek örvendett és kitűnő kondícióban volt; meg sem fordult a fejében, hogy elődjéhez, Mihalovich Ödönhöz hasonlóan őt is egyik napról a másikra nyugdíjazhatják. Pedig ez történt: miközben október elején hétvégi pihenőjét Mosócon töltötte, Karafiáth Jenő miniszter a távollétében – korára hivatkozva – nyugdíjazta. A váratlan lépés a miniszter pozíciójába került: Hubay vezető állásokban levő barátai erősebbnek bizonyultak. Mire a Zeneművészeti Főiskola igazgatója vasárnap este visszaérkezett Budapestre, a félreállított Karafiáth helyét már Hóman Bálint töltötte be. Miután a vele baráti kapcsolatban álló Hóman lett a miniszter, Hubay szorgalmazta, hogy nevezzék ki „örökös igazgatóvá”. Ez azonban lehetetlen volt. Két évvel később, 1934-ben maga kérte a nyugdíjazását. Ebből az alkalomból a Zeneművészeti Főiskola elnökévé nevezték ki. A művészképző vezetéséről azonban nem mondott le: nevelő munkáját életének utolsó napjáig folytatta.

### Zenedélutánok a Hubay-palotában
Az 1933-as esztendőben Hubayék két családi eseményt ünnepeltek meg: tavasszal az idősebbik fiú, Andor házasságát, ősszel Hubay Jenő 75. születésnapját. Ennek alkalmából a rádió szeptember 15-én ünnepi összeállítást közvetített műveiből.
Hubay még 1920-ban, zeneakadémiai igazgatóságának első esztendejében elérkezettnek látta az időt arra, hogy a Fő utcai palota zenedélutánjainak régóta szövögetett tervét megvalósítsa. A nagyterem a palota legszebb és legdekoratívabb helyiségei közé tartozott, mintegy 150 főnyi közönség befogadására volt alkalmas és kellemes környezetet biztosított a kamarazenéléshez. A zenedélutánok fontos szerepe volt, hogy alkalmat adott a fiatal tehetségek bemutatkozásához. A zenedélutánokat – évente négyet-ötöt – a hangversenyévadban rendezték, és hagyományos műsorrendjük kamarazene–énekszám–kamarazene volt. A húszas években a Hubay-vonósnégyes rendszerint Hubay Jenő–Gábriel Ferenc–Zsolt Nándor–Zsámboki Miklós felállásban adott elő klasszikus és romantikus kvartetteket, alkalmanként kiegészülve zongoraötössé vagy szextetté. A harmincas években Gábriel helyét legtöbb esetben Zathureczky Ede, Zsámbokiét Kerpely Jenő vette át. Az első zenedélutánok szólóit az Operaház énekesei adták elő. Hubay 1920–37 között 67 zenedélutánt rendezett. Ezeken számos külföldi énekes és muzsikus is megfordult, többek közt Richard Strauss és Felix Weingartner, budapesti látogatásaik alkalmával. Ilyenkor a műsort az illusztris vendég műveiből állították össze.
Az 1930-as évek elején a mester tisztelői – köztük elsősorban a zenedélutánok vendégei – elhatározták, hogy Hubay Jenő Társaságot alapítanak. Tagjai a jelképes tagdíj befizetésével jogot szereztek a zenedélutánok meghívóira és hozzájárultak a rendezés költségeihez.
Hubay ezekben az években tagja volt a lengyel–magyar kapcsolatok ápolását célul tűző Magyar Mickiewicz Társaságnak.

### Az utolsó évek

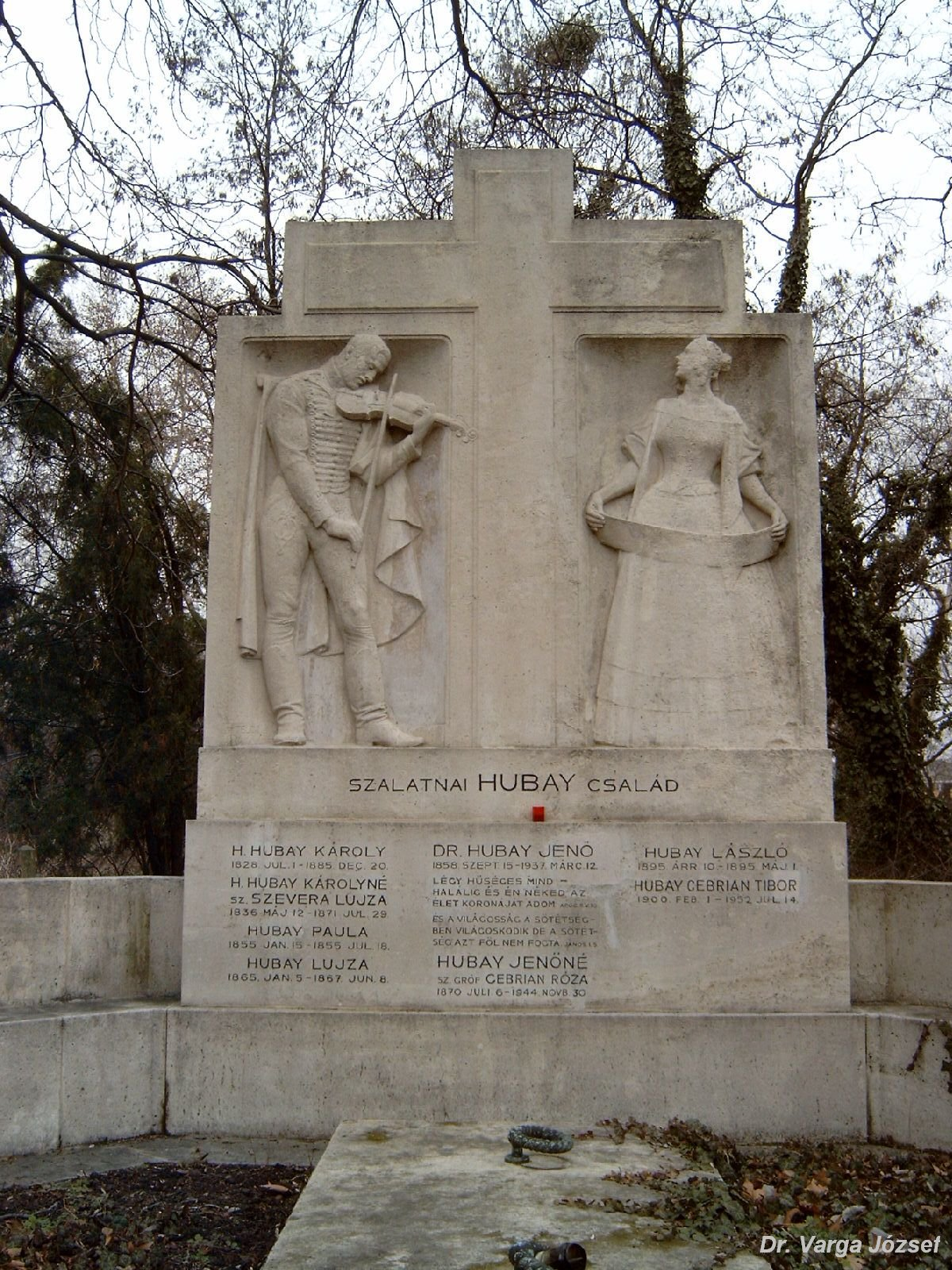
Hubay Jenő és Huber Károly síremléke Budapesten (Kerepesi temető: 25/1-1-26)

Hubay a harmincas évek derekán több alkalommal hangversenyezett a budapesti rádióban, és egy ízben a bécsi rádióban adott szonátakoncertet Clemens Krauss társaságában. Lemezfelvételei közül, sajnos, nem sok maradt fenn, de egyikük felcsendült 1972 szeptemberében, a Zeneművészeti Főiskola Hubay-szobájának felavatásakor. Ebben az időben egy hangosfilm is készült Hubay hegedűjátékáról. Az 1935 augusztusában készült Halló, Budapest című, Magyarország eredményeit népszerűsítő filmben három percen át látható az akkor 77 éves művész, amint korát meghazudtoló biztonsággal, tiszta és szép hangon muzsikál.
A milói Vénusz, a Paul Lindau, Góth Sándor és Farkas Imre szövegére 1905–1910 között komponált Hubay-opera csaknem három évtizeden át hevert a szerző, illetve az operaigazgatóság íróasztalfiókjaiban, míg végre 1935. március 1-jén ragyogó külsőségek között előadták Fleischer Antal vezényletével.
Hubay életének utolsó teljes esztendejét, az 1936-os évet három bemutató tette emlékezetessé: Az önző óriás című, Oscar Wilde meséjére komponált táncjátékának budapesti bemutatója, a Csárdajelenetek-ből összeállított táncjáték első előadása és az Anna Karenina bécsi premierje. A szerző régi vágya teljesült, amikor Felix Weingartner a bécsi ünnepi hetek megnyitásán, február elején előadta dalművét a Staatsoperben.
Május 23-án Hubay utoljára lépett a karmesteri pulpitusra: a Zeneművészeti Főiskola nagytermében két végzős kedvencének, Lengyel Gabriellának és Virovai Róbertnek diplomahangversenyét, Brahms és Beethoven versenyműveit vezényelte. A termet zsúfolásig megtöltő közönség mindkét mű után hosszan ünnepelte a 78. életévében járó mestert és tehetséges növendékeit.
Az Anna Karenina bécsi sikere után Hubaynak végül csak egyetlen vágya maradt teljesületlen: nem adták elő Ara pacis című „békeszimfóniáját”, melyen 1916-tól – a gondolat első felmerülésétől – csaknem élete végéig dolgozott. Az első világháború idején olvasta először Romain Rolland Békehimnuszát, s azonnal elhatározta, hogy ebből írja meg élete „nagy művét”. De a munka lassan ment, csak 1936-ban készült el vele. Nem maradt ideje elképzelt genfi vagy hágai előadásának megvalósítására.
Mintha csak megérezte volna, hogy nincs már sok ideje hátra, Hubay 1937. január 6-án megírta végrendeletét, és elbúcsúzott feleségétől, fiaitól. 1937 márciusában, 79. életévében, testi és szellemi erejének teljében arra készült, hogy a hónap végén elfoglalja helyét a Brüsszelben, fiatalkori dicsőségének színhelyén Eugène Ysaÿe-ról elnevezett, akkor első ízben megrendezett nemzetközi hegedűverseny zsűrijében. Boldogan készülődött fél évszázaddal korábban elhagyott „második hazájába”, utolsó kedvencével, Virovai Róberttel, akitől azt várta, hogy az első helyezettek közé kerül. A sors azonban másként rendelte.
Március 12-én délután 5 órakor a Váci utcai Újvárosházán – többek között Heltai Jenő, Kodály Zoltán, Oláh Gusztáv és Paulini Béla társaságában – megbeszélésen vett részt, a Szent István-jubileum alkalmából rendezendő ünnepségekről. A helyszín kérdéséről folytatott vitához szólt hozzá, ám egyszerre csak váratlanul leült, és mintha a jegyzeteibe merült volna. A bizottság tagjai hosszú másodpercekig várták, hogy folytassa hozzászólását és csak akkor jöttek rá, hogy mi történt, amikor féloldalra dőlt karosszékében. Váratlan szívroham végzett vele.

## Zenéje és öröksége

### Zenepedagógiai munkássága

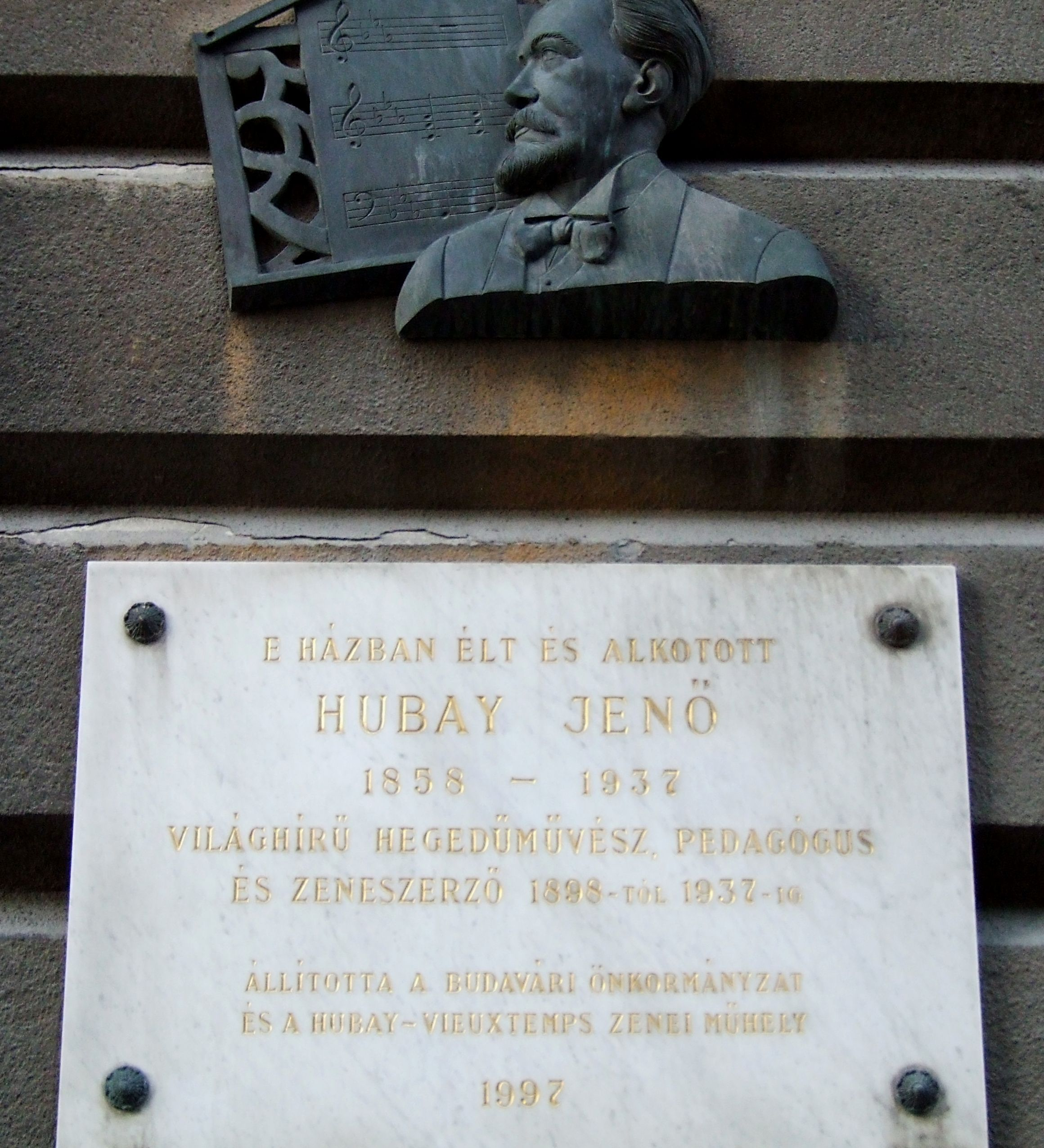
Emléktáblája:
I. kerület, Fő utca 21.

Hubay Jenő oktatóként elért eredményei világhírt szereztek a magyar hegedűs-iskolának és Zeneakadémiának. Nevéhez a magyar hegedűművészet történetének aranykora fűződik. Hubay Jenő nem nevezte tanítását módszernek, mert nem érezte annak. Nála a nagy művész ösztönös hegedülése egybeolvadt a zseniális pedagógusi munkával. Nem gondolt módszerre, mert nem volt szüksége rá: tanítása egyénenként különböző volt. Életkor, rátermettség, kézalkat szerint alakult a pedagógiai munka. Tanításának titka a teljesen könnyed, minden gátlástól megszabadított, végtelenül természetes, „játékos” hegedülésben nyilvánult meg. Erre nevelte tanítványait, ő maga is így játszott. Mint bármely más hegedűtanár, Hubay is a helyes hegedűtartásból indult ki: az egyenesen tartott törzs, a hangszerrel való nyugodt, de nem merev és teljesen mozdulatlan állás volt az első követelmény. A hegedű abszolút szilárd elhelyezése a második. Hubay olyan szinten levő tanítványokkal nem foglalkozott, akiknek a vibratót tanítani kellett volna. Mégis, ha nem az ő elképzelése szerint játszotta azt a növendék, javította és alakította. Tanításának az alapelvei a következők voltak:
- A bal kézről: A hegedű iránya egyenes legyen. A bal felé eltolódó hegedű okozza a vonó hátrahúzását és lehetetlenné teszi a szép hang létrejöttét. A hegedű a vízszintesnél lejjebb ne legyen. Csupán a megfelelően befordított kar képes a szükséges funkciók elvégzésére. A bal kéz működésének, magas rendű teljesítményének további biztosítéka a szilárd hegedűtámasz. Egész életén át hátrányosan befolyásolhatja a legjobb hegedűs játékát is, ha nem sajátította el a hegedű biztos ülését. Hiába a rengeteg gyakorlás, az ide-oda mozgó hegedűn a beidegződési folyamatok gátoltak, a játék bizonytalanná válik. A test és a hangszer kapcsolata állandó kell hogy legyen.
- Az ujjak leütéséről: A leütés nem lehet kemény; rugalmas és acélos kell, hogy legyen. A csupán lazított, teljesen puha ujjhasználat nem fejlesztené izomzatilag a kezet. Hubay a teljesen kinyújtott ujjakkal való gyakorlást minden olyan esetben megkívánta, ha nem érezte eléggé függetlenítettnek a növendék ujjait. A függetlenítés munkája már a kezdeti tanításnál megkezdődik, az ujjak fekve hagyásának megkövetelésével. Ez a tiszta játék szempontjából is igen fontos. A kéz nem kapkod ide-oda, hanem egy helyben marad, a beidegződés akadálytalan. Ha a tanár nem tanít fekve hagyást, úgy egészen bizonyos, hogy növendéke már az első terc-fogás tanulásánál nehézségekbe fog ütközni.
- A jobb kézről: Hubay Jenő tanítványainak vonókezelése sajátos bélyeget viselt magán. A növendékek vonótartása lehetett ugyan egyénenként némileg különböző, de a lendületes vonóvezetésről felismerhető volt a Hubay-iskola: „helyezzük a vonót az asztalra és emeltessük jobb kézzel fel a vonót az asztalról”. Ez rendkívül veszélyes próbálkozás, mert az ujjak a vonórúd tetejére préselődnek, ahelyett, hogy a rúd oldalán helyezkednének el; a növendék rögtön szorítani kezd, mert úgy érzi, a vonó ki fog esni a kezéből. A hüvelykujját is görcsösen tartja, mert azzal is „fogni” akar. Holott éppenséggel azt az érzetet kell elsajátítania, hogy a vonó szinte súlytalan. A hangképzés folyamán kerülnek szóba a jobb kar helyes funkciói. Döntő fontosságú a kisujj bekapcsolása mindjárt a tanítás kezdetén. A rúdra gömbölydeden helyezett kisujj legyen képes a vonó billentgetésére: le és vissza.
- A vonóváltásról: Ha a növendék a vonót a már leírt módon tartani tudja (a kisujj bekapcsolásával), odahelyezhető a vonó, például az A-húron, a kápaindításhoz. Majd a tanár felemeli a vonót és középre helyezi, végül a csúcs felé. Ennek a három pontnak mozgásműveletei közben ellenőrizheti a kar szerepét (életkor szerinti megfelelő magyarázatokkal kísérve.) A tanár mindaddig végezze együtt a növendékekkel a szükséges mozdulatokat, míg csak a váll, kar, kéztő teljes puhaságát el nem éri, akkor is, ha már a növendék egyedül próbálgatja a mozdulatokat. Az így előkészített vonóvezetésnél nincs szükség a kínos nyöszörgést hallató részvonó-próbálgatásokra, mert a növendék akadálytalanul végig fogja tudni húzni a vonóját és át lehet térni a vonóhúzás s egyben a hangképzés problémáira.
- A kápaváltás: A kápaváltás óvatos, előkészítő mozdulatát a tanár végzi olyképpen, hogy jobb kezével a vonó csavarját tartja, bal kezével a növendék kezét formázza és elindítja a lefelé húzást kb. a vonó negyedéig. A csuklót enyhén emelkedő helyzetében bal kézzel tartva, feltolja a vonót, de úgy, hogy a bal kéztő már szinte hamarabb a lefelé húzás állapotába kerül és természetes helyzetébe visszalaposodik. Az állandó ismételt mozgás kialakítja, szinte automatikussá teszi a váltást, melyet természetesen a kar és a teljesen felszabadított váll is támogat. Igen nagy fontosságú a hüvelykujj helyes beállítása. Gyakran látszólag jól tartja a vonóját a növendék és a tanár észre sem veszi, hogy a kiegyenesített, vagy helytelenül begörbített hüvelykujj akadályozza a hangképzés munkáját: a növendéknek nincs tónusa, hangerőt kifejteni képtelen.[20]

#### Leghíresebb tanítványai
- Adorján Jenő – Párizsban, Lübeckben zenélt, majd a düsseldorfi operában és városi zenekarban mint koncertmester.
- Arányi Jelly – Londonban telepedett le, ahol szólista- és kamarazene-játékosként tevékenykedett.
- Gertler Endre – manapság a legjobb Bartók-előadóként tartják számon. Élete második felében Brüsszelben telepedett le.
- Geyer Stefi – egyike a legnagyobb magyar hegedűsöknek, Hubay mesteriskolájának első, világsikert aratott növendéke. Klasszikus és romantikus művek előadásával tűnt ki. 1906-tól közeli kapcsolatban volt Bartók Bélával, aki számára írta posztumusz hegedűversenyét.
- Ormándy Jenő – nagy sikereket ért el az Amerikai Egyesült Államokban (New Yorkban, Minneapolisban), majd Philadelphiában, ahol a helyi zenekar (Philadelphia Orchestra) állandó karmestere, majd zeneigazgatója volt.
- Pártos István – egyik legtehetségesebb növendéke, aki kamaszkorban halt meg a spanyolnáthajárványban.
- Szigeti József – Európa-szerte elismert hegedűs, az első nemzetközi hírű művészek egyike, akik az 1920-as években a Szovjetunióban koncerteztek. Klasszikus és főleg modern művek (Bartók, Ravel, Stravinsky, Prokofjev) egyik legismertebb interpretátora volt.
- Székely Zoltán – a Magyar vonósnégyes elsőhegedűse volt.
- Telmányi Emil – hírnevét európai és amerikai koncertkörutakon alapozta meg. A modern magyar hegedűművészet egyik kimagasló képviselője, rendkívüli fantáziájú, elmélyült művész. Mindig a magyar zene népszerűsítését szolgálta; Bartók Béla hegedűre írott műveinek meggyőző erejű tolmácsolója, nemzeti zenénk eredményes propagátora volt haláláig.
- Vecsey Ferenc – tízéves korában Berlinben lépett fel először, hangversenyútjai során bejárta Amerikát és Kelet-Ázsiát is. Elegáns játékmodorával, virtuóz készségével világhírt szerzett. Zeneszerzőként is nagy sikereket ért el.
- Zathureczky Ede – hírnevét európai és amerikai koncertkörutakon alapozta meg. A Zeneművészeti Főiskola tanára volt, majd később igazgatója.

### A Hubay-mesteriskola

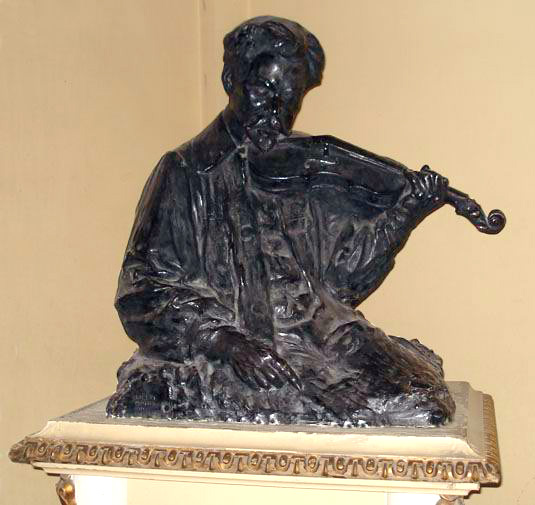
Hubay Jenő szobra (Ligeti Miklós alkotása a miskolci Zenepalotában)

Amikor a művészképző szak megnyílt, Hubay növendékei már megalapozták iskolájának világhírét mint pódium-művészek, akik közül többeket csodagyerekként ismert meg és emlegetett a külföld is. Korábbi kiváló tanítványainak egy csoportja pedig a Zeneakadémia és a Nemzeti Zenede tanári testületét alkotta: Gábriel Ferenc, Kemény Rezső, Kladivkó Vilmos, Kresz Géza, Mambriny Gyula, Studer Oszkár, Szerémi Gusztáv, Zsolt Nándor. A mesteriskola, vagy más néven művészképző 1911-ben létesült. A Zeneakadémia évadnyitó konferenciáján jelentette be Mihalovich Ödön igazgató, hogy három tanár (Hubay, Popper, Szendy) kapott megbízást a legmagasabb képzést nyújtó tanszak, a művészképző vezetésére. A mesteriskola utolsó tanítványai Virovai Róbert és Lengyel Gabriella voltak.

### Zeneszerzői munkássága
Hubay pályáját folyamatos, rendszeres tevékenységként kísérte végig a komponálás. Mintegy 400 zeneművének több mint felét a hegedűkompozíciók alkotják, ezek többsége Hubay előadóművészi tevékenységéhez kapcsolódóan, a múlt század utolsó két évtizedében keletkezett. Ugyanerre az időszakra datálható Hubay száznál több, magyar, német és francia szövegű dalának jelentős része is, amelyek komponálásához a kor szellemi életét meghatározó szalonok világa szolgáltatott inspirációt. Érdeklődése életének második felében egyre inkább a nagyobb szabású, szimfonikus és színpadi műfajok felé fordult; zeneszerzői célkitűzéseit abban látta megvalósulni, hogy egyetemes érvényű, reprezentatív alkotások létrehozására törekedett. Különös ellentmondás figyelhető meg abban a tekintetben, hogy amíg Hubayt korának legjelentősebb kamaramuzsikusai között tartották számon, ő maga szinte egyáltalán nem komponált kamarazenét, az egyetlen fennmaradt, a szó szűkebb értelmében véve is idetartozó alkotása a Sonate Romantique. Zenéjét konzervativizmus jellemzi, a 19. század romantikája felé fordulás, így Wagner felé, akinek a zenedrámáról alkotott koncepcióját megpróbálta a magyar zenében is meghonosítani, sikertelenül. Bár nyitott volt az újításokra és tanítványait is ilyen szellemben nevelte, számára a követendő példakép mégis Richard Strauss maradt.

## Írásai
- A Magyar Tudományos Akadémia hatása a Zeneművészetünk fejlődésére, Budapest, 1927